# Phytoseiidae
Phytoseiidae zijn  een familie van mijten. Bij de familie zijn circa 100 geslachten met ruim 2500 soorten ingedeeld.

## Taxonomie
De volgende taxa zijn bij de familie ingedeeld:

## Amblyseiinae
Amblyseiinae Muma, 1961
- Amblyseiella Muma, 1955
  - Amblyseiella denmarki (Zaher & El-Brollosy, 1986)
  - Amblyseiella rusticana (Athias-Henriot, 1960) — setosa?
  - Amblyseiella setosa Muma, 1955

- Amblyseiulella Muma, 1961
  - Amblyseiulella amanoi Ehara, in Ehara, Okada & Kato 1994
  - Amblyseiulella baltazarae Corpuz-Raros, 1995
  - Amblyseiulella chombongenis Ryu & Lee, 1995
  - Amblyseiulella domatorum (Schicha, 1993)
  - Amblyseiulella gapudi Corpuz-Raros, 1995
  - Amblyseiulella heveae (Oudemans, 1930)
  - Amblyseiulella hyauliangensis (Gupta, 1986)
  - Amblyseiulella nucifera (Gupta, 1979)
  - Amblyseiulella odowdi Ryu & Lee, 1995
  - Amblyseiulella omei (Wu & Li, 1984)
  - Amblyseiulella paraheveae (Wu & Ou, 2002)
  - Amblyseiulella prunii (Liang & Ke, 1982)
  - Amblyseiulella thoi Ehara, 2002
  - Amblyseiulella xizangensis (Wu, 1997)
  - Amblyseiulella yaeyamana Ehara & Amano, 2002

- Amblyseius Berlese, 1914
  - Amblyseius abbasovae Wainstein & Beglyarov, 1971
  - Amblyseius acalyphus Denmark & Muma, 1973
  - Amblyseius adhatodae Muma, 1967
  - Amblyseius adjaricus Wainstein & Vartapetov, 1972
  - Amblyseius aequipilus Berlese, 1914
  - Amblyseius aerialis (Muma, 1955)
  - Amblyseius alpigenus Wu, 1987
  - Amblyseius alpinia Tseng, 1983
  - Amblyseius americanus Garman, 1948
  - Amblyseius ampullosus Wu & Lan, 1991
  - Amblyseius anacardii De Leon, 1967
  - Amblyseius andersoni (Chant, 1957)
  - Amblyseius angulatus Karg, 1982
  - Amblyseius animos Khan, Afzal & Akbar, 2000
  - Amblyseius ankaratrae Blommers, 1976
  - Amblyseius anomalus van der Merwe, 1968
  - Amblyseius araraticus Arutunjan & Ohandjanian, 1972
  - Amblyseius aricae Karg, 1976
  - Amblyseius armeniacus Arutunjan & Ohandjanian, 1972
  - Amblyseius asperocervix McMurtry & Moraes, 1985
  - Amblyseius bahiensis Lofego, Moraes & McMurtry, 2000
  - Amblyseius bayonicus Athias-Henriot, 1966
  - Amblyseius begljarovi Abbasova, 1970
  - Amblyseius bellatulus Tseng, 1983
  - Amblyseius bidens Karg, 1970
  - Amblyseius bidibidi (Collyer, 1964)
  - Amblyseius boina Blommers, 1976
  - Amblyseius brevicervix Wu & Li, 1985
  - Amblyseius bufortus Ueckermann & Loots, 1988
  - Amblyseius bulga Khan, Khan & Akbar, 1997
  - Amblyseius calidum Khan, Afzal & Akbar, 2000
  - Amblyseius carnis Khan, Khan & Akbar, 1997
  - Amblyseius caspiansis (Denmark & Daneshvar, 1982)
  - Amblyseius caudatus Berlese, 1914
  - Amblyseius caviphilus Karg, 1986
  - Amblyseius celsus Khan, Khan & Akbar, 1997
  - Amblyseius cessator De Leon, 1962
  - Amblyseius changbaiensis Wu, 1987
  - Amblyseius chanioticus Papadoulis, 1997
  - Amblyseius channabasavannai Gupta & Daniel, in Gupta 1978
  - Amblyseius chiapensis De Leon, 1961
  - Amblyseius chilcotti Chant & Hansell, 1971
  - Amblyseius chorites Schuster & Pritchard, 1963
  - Amblyseius chungas Denmark & Muma, 1989
  - Amblyseius cinctus Corpuz-Raros & Rimando, 1966
  - Amblyseius circumflexis De Leon, 1966
  - Amblyseius coffeae De Leon, 1961
  - Amblyseius colimensis Aponte & McMurtry, 1987
  - Amblyseius collaris Karg, 1983
  - Amblyseius comatus Ueckermann & Loots, 1988
  - Amblyseius compositus Denmark & Muma, 1973
  - Amblyseius corderoi Chant & Baker, 1965
  - Amblyseius crassicaudalis Karg, 1998
  - Amblyseius crowleyi Congdon, 2002
  - Amblyseius cucurbitae Rather, 1985
  - Amblyseius cupulus Denmark & Muma, 1989
  - Amblyseius curiosus (Chant & Baker, 1965)
  - Amblyseius curticervicalis Moraes & Mesa, in Moraes, Mesa & Braun 1991
  - Amblyseius cydonus Ueckermann & Loots, 1988
  - Amblyseius daliensis Liang & Ke, 1984
  - Amblyseius deductus Chaudhri, Akbar & Rasool, 1979
  - Amblyseius deleonellus Athias-Henriot, 1967
  - Amblyseius denticulosus (Hirschmann, 1962)
  - Amblyseius divisus De Leon, 1961
  - Amblyseius duncansoni Specht & Rasmy, 1970
  - Amblyseius duplicesetus Moraes & McMurtry, 1988
  - Amblyseius eharai Amitai & Swirski, 1981
  - Amblyseius erlangensis (Hirschmann, 1962) — syn. of affatisetus = obtusus by Athias Henriot 1966 ?
  - Amblyseius euanalis (Karg, 1983)
  - Amblyseius euterpes Gondim Jr. & Moraes, 2001
  - Amblyseius euvertex Karg, 1983
  - Amblyseius excelsus Chaudhri, Akbar & Rasool, 1979
  - Amblyseius faerroni Denmark & Evans, in Denmark, Evans, Aguilar, Vargas & Ochoa 1999
  - Amblyseius fernandezi Chant & Baker, 1965
  - Amblyseius fieldsi Denmark & Muma, 1989
  - Amblyseius fijiensis McMurtry & Moraes, 1984
  - Amblyseius filicinae Karg, 1998
  - Amblyseius filixis Karg, 1970
  - Amblyseius firmus Ehara, 1967
  - Amblyseius fletcheri Schicha, 1981
  - Amblyseius foenalis Berlese, 1914 — syn. of sellnicki Karg by Athias Henriot 1966 ?
  - Amblyseius forfex Khan, Khan & Akbar, 1997
  - Amblyseius franzellus Athias-Henriot, 1967
  - Amblyseius fraterculus Berlese, 1916
  - Amblyseius genualis De Leon, 1967
  - Amblyseius geonomae Gondim Jr. & Moraes, 2001
  - Amblyseius gliricidii De Leon, 1961
  - Amblyseius gracilis (Garman, 1958)
  - Amblyseius gramineous Wu, Lan & Zhang, 1992
  - Amblyseius graminis Chant, 1956
  - Amblyseius gruberi Denmark & Muma, 1989
  - Amblyseius guianensis De Leon, 1966
  - Amblyseius guntheri McMurtry & Schicha, 1987
  - Amblyseius hainanensis Wu, in Wu & Qian 1983
  - Amblyseius haleakalus Prasad, 1968
  - Amblyseius hederae Denmark & Muma, 1989
  - Amblyseius herbicoloides McMurtry & Moraes, 1984
  - Amblyseius herbicolus (Chant, 1959)
  - Amblyseius hexadens Karg, 1983
  - Amblyseius humilis Khan, Khan & Akbar, 1997
  - Amblyseius hurlbutti Denmark & Muma, 1989
  - Amblyseius igarassuensis Gondim Jr. & Moraes, 2001
  - Amblyseius impeltatus Denmark & Muma, 1973
  - Amblyseius impressus Denmark & Muma, 1973
  - Amblyseius incognitus Schuster, 1966
  - Amblyseius indirae Gupta, 1985
  - Amblyseius indocalami Zhu & Chen, 1983
  - Amblyseius infundibulatus Athias-Henriot, 1961
  - Amblyseius intermedius Gonzalez & Schuster, 1962
  - Amblyseius invictus Schuster, 1966
  - Amblyseius ipomoeae Ghai & Menon, 1967
  - Amblyseius irinae Wainstein & Arutunjan, 1973
  - Amblyseius ishizuchiensis Ehara, 1972
  - Amblyseius isuki Chant & Hansel, 1971
  - Amblyseius italicus (Chant, 1959)
  - Amblyseius jailensis Kolodochka, 1981
  - Amblyseius januaricus Wainstein & Vartapetov, 1973
  - Amblyseius jilinensis Wu, 1987
  - Amblyseius juliae Schicha, 1983
  - Amblyseius kadii El-Halawany & Abdel-Samad, 1990
  - Amblyseius kadzhajai Gomelauri, 1968
  - Amblyseius kaguya Ehara, 1966
  - Amblyseius kalandadzei Gomelauri, 1968
  - Amblyseius keni Schicha, 1987
  - Amblyseius kokufuensis Ehara & Kato, in Ehara, Okada & Kato 1994
  - Amblyseius koreaensis Denmark & Muma, 1989
  - Amblyseius koumacensis Schicha, 1981
  - Amblyseius kulini Gupta, 1978
  - Amblyseius largoensis (Muma, 1955)
  - Amblyseius laselvius (Denmark & Evans, 1999)
  - Amblyseius lassus Schuster, 1966
  - Amblyseius lemani Tencalla & Mathys, 1958 — orig. genus Typhlodromus??
  - Amblyseius lencus Denmark & Evans, in Denmark, Evans, Aguilar, Vargas & Ochoa 1999
  - Amblyseius lentiginosus Denmark & Schicha, 1974
  - Amblyseius leonardi McMurtry & Moraes, 1989
  - Amblyseius lianshanus Zhu & Chen, 1980
  - Amblyseius lituatus Athias-Henriot, 1961
  - Amblyseius longicollis Denmark & Evans, in Denmark, Evans, Aguilar, Vargas & Ochoa 1999
  - Amblyseius longimedius Wang & Xu, 1991
  - Amblyseius longisaccatus Wu, Lan & Liu, 1995
  - Amblyseius longulus Berlese, 1914
  - Amblyseius lynnae McMurtry & Moraes, 1989
  - Amblyseius mahabaeus Schicha & Corpuz-Raros, 1992
  - Amblyseius magnoliae Muma, 1961
  - Amblyseius malovi Beglyarov, 1981
  - Amblyseius martini Collyer, 1982
  - Amblyseius martus De Leon, 1966
  - Amblyseius matinikus Schicha & Corpuz-Raros, 1992
  - Amblyseius mazatlanus Denmark & Muma, 1989
  - Amblyseius mcmurtryi Muma, 1967
  - Amblyseius megaporos De Leon, 1961
  - Amblyseius meghriensis Arutunjan, 1968
  - Amblyseius meridionalis Berlese, 1914
  - Amblyseius microorientalis Wainstein & Beglyarov, 1971
  - Amblyseius modestus (Chant & Baker, 1965)
  - Amblyseius monacus Wainstein, 1975
  - Amblyseius morii Ehara, 1967
  - Amblyseius mountus Ryu, 1995
  - Amblyseius multidentatus (Chant, 1959)
  - Amblyseius muraleedharani Gupta, 1986
  - Amblyseius murteri Schweizer, 1961
  - Amblyseius nahatius Schicha & Corpuz-Raros, 1992
  - Amblyseius nambourensis Schicha, 1981
  - Amblyseius nayaritensis De Leon, 1961
  - Amblyseius nemorivagus Athias-Henriot, 1961
  - Amblyseius neoankaratrae Ueckermann & Loots, 1988
  - Amblyseius neobernhardi Athias-Henriot, 1966 — nomen nova
  - Amblyseius neochiapensis Lofego, Moraes & McMurtry, 2000
  - Amblyseius neocinctus Schicha & Corpuz-Raros, 1992
  - Amblyseius neofijiensis Wu, Lan & Liu, 1995
  - Amblyseius neofirmus Ehara & Okada, in Ehara, Okada & Kato 1994
  - Amblyseius neolargoensis van der Merwe, 1965
  - Amblyseius neolentiginosus Schicha, 1979
  - Amblyseius neopascalis Wu & Ou, 2001
  - Amblyseius neoperditus Moraes & Mesa, in Moraes, Mesa & Braun 1991
  - Amblyseius neorykei Gupta, 1977
  - Amblyseius newelli (Chant, 1960)
  - Amblyseius nicola Chant & Hansell, 1971
  - Amblyseius nonfraterculus Schicha, 1987
  - Amblyseius oatmani Denmark, 1974
  - Amblyseius obtuserellus Wainstein & Beglyarov, 1971
  - Amblyseius obtusus (Koch, 1839)
  - Amblyseius rhabdus Denmark, 1965
  - Amblyseius ochii Ehara & Yokogawa, 1977
  - Amblyseius omaloensis Gomelauri, 1968
  - Amblyseius oocarpus (Denmark & Evans, 1999)
  - Amblyseius operculatus De Leon, 1967
  - Amblyseius orientalis Ehara, 1959
  - Amblyseius ovalitectus van der Merwe, 1968
  - Amblyseius pamperisi Papadoulis, 1997
  - Amblyseius paraaerialis Muma, 1967
  - Amblyseius parabufortus (Denmark & Evans, 1999)
  - Amblyseius parakaguya Denmark & Edland, 2002
  - Amblyseius parasundi Blommers, 1974
  - Amblyseius pascalis Tseng, 1983
  - Amblyseius passiflorae Blommers, 1974
  - Amblyseius patellae Karg, 1982
  - Amblyseius paucisetis Wainstein, 1983
  - Amblyseius paucisetosus McMurtry & Moraes, 1985
  - Amblyseius perditus Chant & Baker, 1965
  - Amblyseius perlongisetus Berlese, 1916
  - Amblyseius perplexus Denmark & Evans, in Denmark, Evans, Aguilar, Vargas & Ochoa 1999
  - Amblyseius phillipsi McMurtry & Schicha, in McMurtry & Moraes 1984
  - Amblyseius piracicabae (Denmark & Muma, 1973)
  - Amblyseius polisensis Schicha & Corpuz-Raros, 1992
  - Amblyseius pravus Denmark, 1977 — nomen nova
  - Amblyseius pretoriaensis Ueckermann & Loots, 1988
  - Amblyseius pritchardellus Athias-Henriot, 1967
  - Amblyseius proresinae Karg, 1970
  - Amblyseius punctatus Muma, Metz & Farrier, 1967
  - Amblyseius pustulosus Karg, 1994
  - Amblyseius quichua McMurtry & Moraes, 1989
  - Amblyseius raoiellus Denmark & Muma, 1989
  - Amblyseius readshawi Schicha, 1987
  - Amblyseius riodocei El-Banhawy, 1984
  - Amblyseius salinellus Athias-Henriot, 1966
  - Amblyseius saltus (Zack, 1969)
  - Amblyseius sangangensis Zhu & Chen, 1983
  - Amblyseius santoensis Schicha, 1981
  - Amblyseius saopaulus Denmark & Muma, 1973
  - Amblyseius saurus De Leon, 1962
  - Amblyseius schusteri (Chant, 1959)
  - Amblyseius sculpticollis Denmark & Evans, in Denmark, Evans, Aguilar, Vargas & Ochoa 1999
  - Amblyseius segregans De Leon, 1966
  - Amblyseius sellnicki (Karg, 1960)
  - Amblyseius serratus Karg, 1976
  - Amblyseius shiganus Ehara, 1972
  - Amblyseius siddiqui Khan & Chaudhri, 1969
  - Amblyseius silvaticus (Chant, 1959)
  - Amblyseius similicaudalis Karg, 1998
  - Amblyseius similifloridanus (Hirschmann, 1962)
  - Amblyseius similoides Buchellos & Pritchard, 1960
  - Amblyseius sinuatus De Leon, 1961
  - Amblyseius sinuatus Zhu & Chen, 1980 — praeoccupied De Leon 1961
  - Amblyseius sobrinulus Athias-Henriot, 1967
  - Amblyseius solani Ramos & Rodriguez, 1997
  - Amblyseius solus Denmark & Matthysse, in Matthysse & Denmark 1981
  - Amblyseius sorakensis Ryu, 1995
  - Amblyseius sparsus Kolodochka, 1990
  - Amblyseius spiculatus Denmark & Muma, 1973
  - Amblyseius stramenti Karg, 1965
  - Amblyseius strobocorycus Wu, Lan & Liu, 1995
  - Amblyseius subpassiflorae Wu & Lan, 1989
  - Amblyseius subtilidentis Karg, 1993
  - Amblyseius sumatrensis Ehara, 2002
  - Amblyseius sundi Pritchard & Baker, 1962
  - Amblyseius supercaudatus Karg, 1994
  - Amblyseius swellendamensis Ueckermann & Loots, 1988
  - Amblyseius sylvestris Denmark & Muma, 1989
  - Amblyseius tamatavensis Blommers, 1974
  - Amblyseius tee Schicha, 1983
  - Amblyseius tenuis Wu & Ou, 2001
  - Amblyseius tianmuensis Liang & Lao, 1994
  - Amblyseius triangulus Wu, Lan & Zeng, 1997
  - Amblyseius trisetosus Tseng, 1983
  - Amblyseius tsugawai Ehara, 1959
  - Amblyseius tubae Karg, 1970
  - Amblyseius tuscus Berlese, 1914
  - Amblyseius utricularius Karg, 1994
  - Amblyseius utriculus Karg, 1989
  - Amblyseius valpoensis Gonzalez & Schuster, 1962
  - Amblyseius vasiformis Moraes & Mesa, in Moraes, Mesa & Braun 1991
  - Amblyseius verginensis Papadoulis, 1995
  - Amblyseius volcanus Prasad, 1968
  - Amblyseius waltersi Schicha, 1981
  - Amblyseius wangi (Yin, Bei & Lu, 1992)
  - Amblyseius wanka Schicha & Corpuz-Raros, 1992
  - Amblyseius williamsi Schicha, 1983
  - Amblyseius wuyiensis Wu & Li, 1983
  - Amblyseius yadongensis Wu, 1987
  - Amblyseius zaheri Yousef & El-Brollosy, in Zaher 1986

- Archeosetus Chant & McMurtry, 2002
  - Archeosetus rackae (Fain, 1987)

- Arrenoseius Wainstein, 1962
  - Arrenoseius palustris (Chant, 1960)

- Asperoseius Chant, 1957
  - Asperoseius africanus Chant, 1957
  - Asperoseius australiensis Fain & Krantz, 1990
  - Asperoseius baguioensis Corpuz-Raros, 1994
  - Asperoseius henryae Fain & Krantz, 1990
  - Asperoseius lagunensis Corpuz-Raros, 1994

- Chelaseius Muma & Denmark, 1968
  - Chelaseius austrellus (Athias-Henriot, 1967)
  - Chelaseius brazilensis Denmark & Kolodochka, 1990
  - Chelaseius caudatus Karg, 1983
  - Chelaseius floridanus (Muma, 1955)
  - Chelaseius freni Karg, 1976
  - Chelaseius lativentris Karg, 1983
  - Chelaseius schusterellus (Athias-Henriot, 1967)
  - Chelaseius tundra (Chant & Hansell, 1971)
  - Chelaseius valliculosus Kolodochka, 1987
  - Chelaseius vicinus (Muma, 1965)

- Chileseius Gonzalez & Schuster, 1962
  - Chileseius camposi Gonzalez & Schuster, 1962
  - Chileseius paracamposi Yoshida-Shaul & Chant, 1991 — also as paracomposi

- Eharius Tuttle & Muma, 1973
  - Eharius chergui (Athias-Henriot, 1960)
  - Eharius hermonensis Amitai & Swirski, 1980
  - Eharius hymetticus (Papadoulis & Emmanouel, 1991)
  - Eharius kostini (Kolodochka, 1979)
  - Eharius kuznetzovi (Kolodochka, 1979)
  - Eharius marzhaniani (Arutunjan, 1969)

- Euseius De Leon, 1967
  - Euseius caseariae De Leon, 1967
  - Euseius castaneae (Wang & Xu, 1987)
  - Euseius circellatus (Wu & Li, 1983) — synonym of kalimpongensis ?
  - Euseius citri (van der Merwe & Ryke, 1964)
  - Euseius citrifolius Denmark & Muma, 1970
  - Euseius coccineae (Gupta, 1975)
  - Euseius coccosocius (Ghai & Menon, 1967)
  - Euseius concordis (Chant, 1959)
  - Euseius consors (De Leon, 1962)
  - Euseius densus (Wu, 1984)
  - Euseius dossei (Pritchard & Baker, 1962)
  - Euseius dowdi (Schicha, 1993)
  - Euseius eitanae (Swirski & Amitai, 1965)
  - Euseius elinae (Schicha, 1977)
  - Euseius emanus (El-Banhawy, 1979)
  - Euseius errabundus De Leon, 1967
  - Euseius erugatus (van der Merwe & Ryke, 1964)
  - Euseius eucalypti (Ghai & Menon, 1967)
  - Euseius aferulus (Chant, 1959)
  - Euseius affinis Qayyum, Akbar & Afzal, 2001
  - Euseius africanus (Evans, 1954)
  - Euseius ahaioensis (Gupta, 1992)
  - Euseius aizawai (Ehara & Bhandhufalck, 1977)
  - Euseius alangii (Liang & Ke, 1981)
  - Euseius alatus De Leon, 1966
  - Euseius albizziae (Swirski & Ragusa, 1978)
  - Euseius aleyrodis (El-Badry, 1967)
  - Euseius alterno Qayyum, Akbar & Afzal, 2001
  - Euseius alstoniae (Gupta, 1975)
  - Euseius amabilis Khan, Chaudhri & Khan, 1992
  - Euseius amissibilis Meshkov, 1991
  - Euseius andrei (Ueckermann & Loots, 1988)
  - Euseius apsheronica Abbasova & Mekhtieva, 1991
  - Euseius australis (Wu & Li, 1983) — synonym of aizawai ?
  - Euseius badius Khan & Chaudhri, 1991
  - Euseius baetae (Meyer & Rodrigues, 1966)
  - Euseius bambusae (Ghai & Menon, 1967)
  - Euseius batus (Ueckermann & Loots, 1988)
  - Euseius beninensis Moraes & McMurtry, in Moraes, McMurtry & Yaninek 1989
  - Euseius brazilli (El-Banhawy, 1975)
  - Euseius brevifistulae Karg, 1997
  - Euseius bwende (Pritchard & Baker, 1962)
  - Euseius facundus (Khan & Chaudhri, 1969)
  - Euseius finlandicus (Oudemans, 1915)
  - Euseius fructicolus (Gonzalez & Schuster, 1962)
  - Euseius fustis (Pritchard & Baker, 1962)
  - Euseius ghilarovi Kolodochka, 1988
  - Euseius guangxiensis (Wu, 1982)
  - Euseius haramotoi (Prasad, 1968)
  - Euseius hibisci (Chant, 1959)
  - Euseius hima (Pritchard & Baker, 1962)
  - Euseius ho (De Leon, 1965)
  - Euseius hutu (Pritchard & Baker, 1962)
  - Euseius inouei (Ehara & Moraes, 1998)
  - Euseius insanus (Khan & Chaudhri, 1969)
  - Euseius kalimpongensis (Gupta, 1969) — synonym is circellatus ?
  - Euseius kenyae (Swirski & Ragusa, 1978)
  - Euseius kirghisicus (Kolodochka, 1979)
  - Euseius lasalasi Denmark & Evans, in Denmark, Evans, Aguilar, Vargas & Ochoa 1999
  - Euseius lecodactylus Ueckermann, 1996
  - Euseius lokele (Pritchard & Baker, 1962)
  - Euseius longicervix (Liang & Ke, 1983)
  - Euseius longiverticalis (Liang & Ke, 1983)
  - Euseius macrospatulatus (Gupta, 1986)
  - Euseius magucii (Meyer & Rodrigues, 1966)
  - Euseius mangiferae (Ghai & Menon, 1967)
  - Euseius mba (Pritchard & Baker, 1962)
  - Euseius mediocris Chaudhri, Akbar & Rasool, 1979
  - Euseius mesembrinus (Dean, 1957)
  - Euseius minutisetus Moraes & McMurtry, in Moraes, McMurtry, van den Berg & Yaninek 1989
  - Euseius multimicropilis De Leon, 1967
  - Euseius mundillovalis (Schicha, 1987)
  - Euseius myrobalanus (Ueckermann & Loots, 1988)
  - Euseius naindaimei (Chant & Baker, 1965)
  - Euseius natalensis (van der Merwe, 1965)
  - Euseius neococciniae (Gupta, 1978)
  - Euseius neodossei Moraes, Ueckermann & Oliveira, in Moraes, Ueckermann, Oliveira & Yaninek 2001
  - Euseius neofustis Moraes & McMurtry, 1988
  - Euseius neolokele Moraes, Ueckermann & Oliveira, in Moraes, Ueckermann, Oliveira & Yaninek 2001
  - Euseius neomagucii Ueckermann, Moraes & Oliveira, in Moraes, Ueckermann, Oliveira & Yaninek 2001
  - Euseius neovictoriensis (Schicha, 1979)
  - Euseius nertitus (El-Badry, 1968)
  - Euseius nicholsi (Ehara & Lee, 1971)
  - Euseius nigeriaensis Moraes, Ueckermann & Oliveira, in Moraes, Ueckermann, Oliveira & Yaninek 2001
  - Euseius notatus (Chaudhri, 1968)
  - Euseius noumeae (Schicha, 1979)
  - Euseius nyalensis (El-Badry, 1968)
  - Euseius obispensis Aponte & McMurtry, 1997
  - Euseius obtectus Khan, Chaudhri & Khan, 1992
  - Euseius odoratus Khan & Chaudhri, 1991
  - Euseius okumae (Ehara & Bhandhufalck, 1977)
  - Euseius olivi (Nasr & Abou-Awad, 1985)
  - Euseius orcula Khan, Chaudhri & Khan, 1992
  - Euseius orientalis (El-Badry, 1968)
  - Euseius orygmus (Ueckermann & Loots, 1988)
  - Euseius ovalis (Evans, 1953)
  - Euseius ovaloides (Blommers, 1974)
  - Euseius pafuriensis (van der Merwe, 1968)
  - Euseius papayana (van der Merwe, 1965)
  - Euseius passiflorus Denmark & Evans, in Denmark, Evans, Aguilar, Vargas & Ochoa 1999
  - Euseius plaudus Denmark & Muma, 1973
  - Euseius plazo Ahmad, Yasmin & Chaudhri, 1987
  - Euseius plebeius (van der Merwe, 1968)
  - Euseius ploreraformis (Schicha & Corpuz-Raros, 1992)
  - Euseius prolixus (van der Merwe, 1968)
  - Euseius pruni (Gupta, 1975)
  - Euseius querci (Liang & Ke, 1983)
  - Euseius quetzali McMurtry, in McMurtry, Badii & Congdon 1985
  - Euseius relictus Chaudhri, Akbar & Rasool, 1979
  - Euseius reticulatus Moraes, Ueckermann & Oliveira, in Moraes, Ueckermann, Oliveira & Yaninek 2001
  - Euseius rhododendronis (Gupta, 1970)
  - Euseius ricinus Moraes, Denmark & Guerrero, 1982
  - Euseius rotundus (Blommers, 1973)
  - Euseius rubicolus (van der Merwe & Ryke, 1964)
  - Euseius ruiliensis (Wu & Li, 1985)
  - Euseius sacchari (Ghai & Menon, 1967)
  - Euseius sacchari (Liang & Ke, 1983) — praeoccupied Ghai & Menon 1967
  - Euseius sakagamii (Ehara, 1966)
  - Euseius semotus Ashmad, Yasmin & Chaudhri, 1987
  - Euseius scutalis (Athias-Henriot, 1958)
  - Euseius septicus Chaudhri, Akbar & Rasool, 1979
  - Euseius sibelius (De Leon, 1962)
  - Euseius subalatus (De Leon, 1965)
  - Euseius similiovalis (Liang & Ke, 1983)
  - Euseius sojaensis (Ehara, 1964)
  - Euseius spermahyphus (Ueckermann & Loots, 1988)
  - Euseius stipulatus (Athias-Henriot, 1960)
  - Euseius subplebeius (Wu & Li, 1984)
  - Euseius talinga (Pritchard & Baker, 1962)
  - Euseius terenos Ahmad, Yasmin & Chaudhri, 1987
  - Euseius transvaalensis (van der Merwe & Ryke, 1964)
  - Euseius tularensis Congdon, in Congdon & McMurtry 1985
  - Euseius tutsi (Pritchard & Baker, 1962)
  - Euseius ucrainicus (Kolodochka, 1979)
  - Euseius ugandaensis Moraes, Ueckermann & Oliveira, in Moraes, Ueckermann, Oliveira & Yaninek 2001
  - Euseius unisetus Moraes & McMurtry, 1983
  - Euseius urceus (De Leon, 1962)
  - Euseius utilis (Liang & Ke, 1983)
  - Euseius vanderbergae (Ueckermann & Loots, 1988)
  - Euseius victoriensis (Womersley, 1954)
  - Euseius vignus Rishi & Rather, 1983
  - Euseius vitrum Ahmad, Yasmin & Chaudhri, 1987
  - Euseius vulgaris (Liang & Ke, 1983)
  - Euseius wyebo (Schicha & Corpuz-Raros, 1992)
  - Euseius yousefi (Zaher & El-Brollosy, 1986)
  - Euseius zairensis Moraes, Ueckermann & Oliveira, in Moraes, Ueckermann, Oliveira & Yaninek 2001
  - Euseius zambiaensis Moraes, Ueckermann & Oliveira, in Moraes, Ueckermann, Oliveira & Yaninek 2001

- Evansoseius Sheals, 1962
  - Evansoseius macfarlanei Sheals, 1962

- Fundiseius Muma & Denmark, in Muma 1970
  - Fundiseius arenicolus (Muma, 1965)
  - Fundiseius cavei Denmark & Evans, in Denmark, Evans, Aguilar, Vargas & Ochoa 1999
  - Fundiseius cesi (Muma, 1965)
  - Fundiseius coronatus (Fox, 1946)
  - Fundiseius costaricus Denmark & Evans, in Denmark, Evans, Aguilar, Vargas & Ochoa 1999
  - Fundiseius gonzalezi (Athias-Henriot, 1967)
  - Fundiseius grandis (Berlese, 1914)
  - Fundiseius hapoli (Gupta, 1986)
  - Fundiseius imbricata (Muma & Denmark, 1969)
  - Fundiseius morgani (Chant, 1957)
  - Fundiseius sentralus Denmark & Evans, in Denmark, Evans, Aguilar, Vargas & Ochoa 1999
  - Fundiseius timagami (Chant & Hansell, 1971)
  - Fundiseius tucumanensis (Sheals, 1962)
  - Fundiseius urquharti (Yoshida-Shaul & Chant, 1988)

- Honduriella Denmark & Evans, 1999
  - Honduriella maxima Denmark & Evans, in Denmark, Evans, Aguilar, Vargas & Ochoa 1999

- Indoseiulus Ehara, 1982
  - Indoseiulus duanensis Liang & Zeng, 1992 — placement?
  - Indoseiulus eharai Gupta, 1986
  - Indoseiulus ghaiae Denmark & Kolodochka, 1993
  - Indoseiulus irregularis (Evans, 1953)
  - Indoseiulus liturivorus (Ehara, 1982)
  - Indoseiulus ricini (Ghai & Menon, 1969)
  - Indoseiulus semirregularis (Schicha & Corpuz-Raros, 1992)

- Iphiseiodes De Leon, 1966
  - Iphiseiodes kamahorae De Leon, 1966
  - Iphiseiodes metapodalis (El-Banhawy, 1984)
  - Iphiseiodes neonobilis Denmark & Muma, 1978
  - Iphiseiodes nobilis (Chant & Baker, 1965)
  - Iphiseiodes quadripilis (Banks, 1904)
  - Iphiseiodes setillus Gondim Jr. & Moraes, 2001
  - Iphiseiodes zuluagai Denmark & Muma, 1972

- Iphiseius Berlese, 1921
  - Iphiseius degenerans (Berlese, 1889)
  - Iphiseius martigellus El-Badry, 1968

- Kampimodromus Nesbitt, 1951
  - Kampimodromus aberrans (Oudemans, 1930)
  - Kampimodromus adrianae Ferragut & Pena-Estevez, 2003
  - Kampimodromus alettae (Ueckermann & Loots, 1985)
  - Kampimodromus coryli Meshkov, 1999
  - Kampimodromus echii Ferragut & Pena-Estevez, 2003
  - Kampimodromus elongatus (Oudemans, 1930)
  - Kampimodromus ericinus Ragusa Di Chiara & Tsolakis, 1994
  - Kampimodromus hmiminai McMurtry & Bounfour, 1989
  - Kampimodromus judaicus (Swirski & Amitai, 1961)
  - Kampimodromus keae (Papadoulis & Emmanouel, 1991)
  - Kampimodromus langei Wainstein & Arutunjan, 1973
  - Kampimodromus molle (Ueckermann & Loots, 1985)
  - Kampimodromus ragusai Swirski & Amitai, 1997 — aberrans?

- Kampimoseiulella Chant & McMurtry, 2003
  - Kampimoseiulella altusus (van der Merwe, 1968)
  - Kampimoseiulella reburrus (van der Merwe, 1968)

- Knopkirie Beard, 2001
  - Knopkirie banksiae (McMurtry & Schicha, 1987)
  - Knopkirie patriciae Beard, 2001
  - Knopkirie petri Beard, 2001
  - Knopkirie volutus Beard, 2001

- Macmurtryseius Kolodochka & Denmark, 1995
  - Macmurtryseius armellae (Schicha & Gutierrez, 1985)
  - Macmurtryseius christinae (Schicha, 1981)
  - Macmurtryseius hebridensis (McMurtry & Moraes, 1984)

- Macroseius Chant, Denmark & Baker, 1959
  - Macroseius biscutatus Chant, Denmark & Baker, 1959

- Neoparaphytoseius Chant & McMurtry, 2003
  - Neoparaphytoseius sooretamus (El-Banhawy, 1984)

- Neoseiulus Hughes, 1948
  - Neoseiulus accessus (Ueckermann & Loots, 1988)
  - Neoseiulus aceriae (Gupta, 1975)
  - Neoseiulus aegyptocitri (Kandeel & El-Halawany, 1986)
  - Neoseiulus agrestis (Karg, 1960)
  - Neoseiulus akakius Beard, 2001
  - Neoseiulus aleurites Ragusa & Athias-Henriot, 1983
  - Neoseiulus alidis (Kolodochka, 1989)
  - Neoseiulus allenrolfius (Denmark, 1993)
  - Neoseiulus alpinus (Schweizer, 1922)
  - Neoseiulus alustoni (Livshitz & Kuznetsov, 1972)
  - Neoseiulus amicus (Chant, 1959)
  - Neoseiulus angeliquae (Schicha, 1987)
  - Neoseiulus anonymus (Chant & Baker, 1965)
  - Neoseiulus apeuthus Beard, 2001
  - Neoseiulus apkutik (Chant & Hansell, 1971)
  - Neoseiulus arcticus (Chant & Hansell, 1971)
  - Neoseiulus arenarius Denmark & Edland, 2002
  - Neoseiulus arenillus (Denmark & Muma, 1967) — ??
  - Neoseiulus argillaceus (Kolodochka & Bondarenko, 1993)
  - Neoseiulus aridus (De Leon, 1962)
  - Neoseiulus arutunjani (Wainstein & Beglyarov, 1971)
  - Neoseiulus astutus (Beglyarov, 1960)
  - Neoseiulus atrii (Karg, 1989)
  - Neoseiulus atsak (Chant & Hansell, 1971)
  - Neoseiulus australograminis (Wainstein, 1977)
  - Neoseiulus balisungsongus (Schicha & Corpuz-Raros, 1992)
  - Neoseiulus baraki (Athias-Henriot, 1966)
  - Neoseiulus bariles (Schicha & Corpuz-Raros, 1992)
  - Neoseiulus barkeri Hughes, 1948
  - Neoseiulus baticola (Athias-Henriot, 1977)
  - Neoseiulus bayviewensis (Schicha, 1977)
  - Neoseiulus bellinus (Womersley, 1954)
  - Neoseiulus bellottii (Moraes & Mesa, 1988)
  - Neoseiulus benicus (El-Badry, 1968)
  - Neoseiulus benjamini (Schicha, 1981)
  - Neoseiulus bheraensis Chaudhri, Akbar & Rasool, 1979
  - Neoseiulus bicaudus (Wainstein, 1962)
  - Neoseiulus brevicalix (Karg, 1993)
  - Neoseiulus brevispinus (Kennett, 1958)
  - Neoseiulus brigarinus Beard, 2001
  - Neoseiulus buxeus Beard, 2001
  - Neoseiulus byssus Denmark & Knisley, in Knisley & Denmark 1978
  - Neoseiulus californicus (McGregor, 1954)
  - Neoseiulus callunae (Willmann, 1952)
  - Neoseiulus calorai (Corpuz-Raros & Rimando, 1966)
  - Neoseiulus camarus (El-Badry, 1968)
  - Neoseiulus campanus Beard, 2001
  - Neoseiulus cangaro (Schicha, 1987)
  - Neoseiulus caobae (De Leon, 1965)
  - Neoseiulus cappari Beard, 2001
  - Neoseiulus caruncula Chaudhri, Akbar & Rasool, 1979
  - Neoseiulus caribbeanus (De Leon, 1965)
  - Neoseiulus carverae (Schicha, 1993)
  - Neoseiulus casimiri (Schicha & Elshafie, 1980)
  - Neoseiulus cavagnaroi (Schuster, 1966)
  - Neoseiulus ceratoni (Ueckermann & Loots, 1988)
  - Neoseiulus certus (Kolodochka, 1990)
  - Neoseiulus chascomensis (Sheals, 1962)
  - Neoseiulus chaudhrii Chant & McMurtry, 2003
  - Neoseiulus chinensis Chant & McMurtry, 2003
  - Neoseiulus cinctutus (Livshitz & Kuznetsov, 1972)
  - Neoseiulus coatesi (Schultz, 1972)
  - Neoseiulus collegae (De Leon, 1962)
  - Neoseiulus comitatus (De Leon, 1962)
  - Neoseiulus communis Denmark & Edland, 2002
  - Neoseiulus conconiensis (Karg, 1976)
  - Neoseiulus constrictatus (El-Banhawy, 1984)
  - Neoseiulus conterminus (Kolodochka, 1990)
  - Neoseiulus corycus (Schuster, 1966)
  - Neoseiulus crataegi (Jorgensen & Chant, 1960)
  - Neoseiulus cree (Chant & Hansell, 1971)
  - Neoseiulus cryptomeriae (Zhu & Chen, 1983)
  - Neoseiulus cucumeris (Oudemans, 1930)
  - Neoseiulus cucumeroides (De Leon, 1959)
  - Neoseiulus culpus Denmark & Evans, in Denmark, Evans, Aguilar, Vargas & Ochoa 1999
  - Neoseiulus curvus (Wu & Li, 1985)
  - Neoseiulus cydnodactylon (Shehata & Zaher, 1969)
  - Neoseiulus cynodonae (Gupta, 1977)
  - Neoseiulus depilo Khan, Chaudhri & Khan, 1990
  - Neoseiulus desertus (Chant, 1957)
  - Neoseiulus dicircellatus (Wu & Ou, 1999)
  - Neoseiulus dieteri (Schicha, 1979)
  - Neoseiulus disparis (Chaudhri, Akbar & Rasool, 1979)
  - Neoseiulus dissipatus (Kolodochka, 1991)
  - Neoseiulus dodonaeae (Schicha, 1980)
  - Neoseiulus dungeri (Karg, 1977)
  - Neoseiulus echinochlovorus (Schicha & Corpuz-Raros, 1992)
  - Neoseiulus edestes Beard, 2001
  - Neoseiulus ellesmerei (Chant & Hansell, 1971)
  - Neoseiulus engaddensis (Amitai & Swirski, 1970)
  - Neoseiulus eremicus Chaudhri, Akbar & Rasool, 1979
  - Neoseiulus eremitus Beard, 2001
  - Neoseiulus erugatus Ragusa & Athias-Henriot, 1983
  - Neoseiulus esculentus (El-Badry, 1968)
  - Neoseiulus eucolli (Karg, 1993)
  - Neoseiulus exiguus (van der Merwe, 1968)
  - Neoseiulus extricatus (Kolodochka, 1991)
  - Neoseiulus fallacis (Garman, 1948)
  - Neoseiulus fallacoides Tuttle & Muma, 1973
  - Neoseiulus fauveli (Athias-Henriot, 1978)
  - Neoseiulus ficilocus (Schicha & Corpuz-Raros, 1992)
  - Neoseiulus ficusi (Gupta, 1986)
  - Neoseiulus foramenis (Karg, 1970)
  - Neoseiulus gansuensis (Wu & Lan, 1991)
  - Neoseiulus garciai (Schicha & Corpuz-Raros, 1992)
  - Neoseiulus ghanii (Muma, 1967)
  - Neoseiulus gracilentus (Hirschmann, 1962)
  - Neoseiulus gracilis (Muma, 1962)
  - Neoseiulus haimatus (Ehara, 1967)
  - Neoseiulus hamus (Karg, 1993)
  - Neoseiulus hanselli (Chant & Yoshida-Shaul, 1978)
  - Neoseiulus harrowi (Collyer, 1964)
  - Neoseiulus harveyi (McMurtry & Schicha, 1987)
  - Neoseiulus helmi (Schicha, 1987)
  - Neoseiulus herbarius (Wainstein, 1960)
  - Neoseiulus hirotae (Ehara, 1985)
  - Neoseiulus houstoni (Schicha, 1987)
  - Neoseiulus huffakeri (Schuster & Pritchard, 1963)
  - Neoseiulus huron (Chant & Hansell, 1971)
  - Neoseiulus idaeus Denmark & Muma, 1973
  - Neoseiulus imbricatus (Corpuz-Raros & Rimando, 1966)
  - Neoseiulus inabanus (Ehara, 1972)
  - Neoseiulus inak (Chant & Hansell, 1971)
  - Neoseiulus indicus (Narayanan & Kaur, 1960)
  - Neoseiulus bindrai (Gupta, 1977)
  - Neoseiulus inflatus (Kuznetsov, 1984)
  - Neoseiulus innuit (Chant & Hansell, 1971)
  - Neoseiulus inornatus (Schuster & Pritchard, 1963)
  - Neoseiulus insularis (Athias-Henriot, 1978)
  - Neoseiulus interfolius (De Leon, 1962)
  - Neoseiulus iroquois (Chant & Hansell, 1971)
  - Neoseiulus jiangxiensis (Zhu & Chen, 1982)
  - Neoseiulus kapjik (Chant & Hansell, 1971)
  - Neoseiulus kearnae Beard, 2001
  - Neoseiulus kennetti (Schuster & Pitchard, 1963)
  - Neoseiulus kermanicus Daneshvar, 1987
  - Neoseiulus kerri Muma, 1965
  - Neoseiulus kodryensis (Kolodochka, 1980)
  - Neoseiulus kolodotshkai (Kuznetsov, 1984)
  - Neoseiulus koyamanus (Ehara & Yokogawa, 1977)
  - Neoseiulus krugeri (van der Merwe, 1968)
  - Neoseiulus lablabi (Ghai & Menon, 1967)
  - Neoseiulus lamticus (Athias-Henriot, 1977)
  - Neoseiulus lateralis (Tuttle & Muma, 1973)
  - Neoseiulus latoventris (Karg & Edland, 1987)
  - Neoseiulus lecki Beard, 2001
  - Neoseiulus leigongshanensis (Wu & Lan, 1989)
  - Neoseiulus letrauformis (Schicha & Corpuz-Raros, 1992)
  - Neoseiulus leucophaeus (Athias-Henriot, 1959)
  - Neoseiulus liangi Chant & McMurtry, 2003
  - Neoseiulus liticellus (Athias-Henriot, 1966)
  - Neoseiulus longilaterus (Athias-Henriot, 1957)
  - Neoseiulus longisiphonulus (Wu & Lan, 1989)
  - Neoseiulus longispinosus (Evans, 1952)
  - Neoseiulus loxtoni (Schicha, 1979)
  - Neoseiulus loxus (Schuster & Pritchard, 1963)
  - Neoseiulus lula (Pritchard & Baker, 1962)
  - Neoseiulus luppovae (Wainstein, 1962)
  - Neoseiulus lushanensis (Zhu & Chen, 1985)
  - Neoseiulus lyrinus Beard, 2001
  - Neoseiulus maigsius (Schicha & Corpuz-Raros, 1992)
  - Neoseiulus makedonicus (Papadoulis & Emmanouel, 1991)
  - Neoseiulus makilingensis (Schicha & Corpuz-Raros, 1992)
  - Neoseiulus makuwa (Ehara, 1972)
  - Neoseiulus malaban Beard, 2001
  - Neoseiulus marginatus (Wainstein, 1961)
  - Neoseiulus marinellus (Muma, 1962)
  - Neoseiulus marinus (Willmann, 1952)
  - Neoseiulus martinicensis Moraes & Kreiter, in Moraes, Kreiter & Lofego 2000
  - Neoseiulus mazurensis (Kropczynska, 1965)
  - Neoseiulus melaleucae (McMurtry & Schicha, 1987)
  - Neoseiulus melinis Lofego & Moraes, 2003
  - Neoseiulus micmac (Chant & Hansell, 1971)
  - Neoseiulus mistassini (Chant & Hansell, 1971)
  - Neoseiulus monomacroseta (Tseng, 1976)
  - Neoseiulus montanus (Wainstein, 1962)
  - Neoseiulus montanus Tuttle & Muma, 1973 — praeoccupied Wainstein 1962
  - Neoseiulus msabahaensis (Moraes & McMurtry, 1989)
  - Neoseiulus muganicus (Abbasova, 1970)
  - Neoseiulus multiporus (Wu & Li, 1987)
  - Neoseiulus mumae (Shehata & Zaher, 1969)
  - Neoseiulus mumai (Denmark, 1965)
  - Neoseiulus myrtea Chaudhri, Akbar & Rasool, 1979
  - Neoseiulus namurensis (Fain, Vangeluwe, Degreef & Wauthy, 1993)
  - Neoseiulus neoaurescens (Moraes & Mesa, 1988)
  - Neoseiulus neoparaki (Ehara, 1972)
  - Neoseiulus neoreticuloides (Liang & Hu, 1988)
  - Neoseiulus neotunus (Denmark & Muma, 1973)
  - Neoseiulus nescapi (Chant & Hansell, 1971)
  - Neoseiulus nodus Denmark & Knisley, in Knisley & Denmark 1978
  - Neoseiulus noosae (McMurtry & Schicha, 1987)
  - Neoseiulus novaescotiae (Chant, 1959)
  - Neoseiulus ojibwa (Chant & Hansell, 1971)
  - Neoseiulus orientalis (El-Halawany & Kandeel, 1985)
  - Neoseiulus ornatus (Athias-Henriot, 1957)
  - Neoseiulus oryzacolus Daneshvar, 1987
  - Neoseiulus ostium Khan, Chaudhri & Khan, 1990
  - Neoseiulus paloratus Beard, 2001
  - Neoseiulus pannuceus Beard, 2001
  - Neoseiulus papenfussi (Schuster, 1966)
  - Neoseiulus paraibensis (Moraes & McMurtry, 1983)
  - Neoseiulus paraki (Ehara, 1967)
  - Neoseiulus paramarinus Evans, 1988
  - Neoseiulus parvipilis (Athias-Henriot, 1978)
  - Neoseiulus paspalivorus (De Leon, 1957)
  - Neoseiulus pegasus (Schuster, 1966)
  - Neoseiulus perfectus (Chaudhri, 1968)
  - Neoseiulus perspectus (Kolodochka, 1992)
  - Neoseiulus peruanas (El-Banhawy, 1979)
  - Neoseiulus phragmitidis (Bozai, 1997)
  - Neoseiulus picanus (Ragusa, 2000)
  - Neoseiulus pieteri (Schultz, 1972)
  - Neoseiulus placitus (Khan & Chaudhri, 1969)
  - Neoseiulus planatus (Muma, 1962)
  - Neoseiulus plantagenis (Kolodochka, 1981)
  - Neoseiulus pluridentatus Lofego & Moraes, 2003
  - Neoseiulus poculi (Karg, 1976)
  - Neoseiulus populi (Bozai, 1997)
  - Neoseiulus pristisimilis (Karg, 1993)
  - Neoseiulus provectus (Kolodochka, 1991)
  - Neoseiulus pseudaequipilus (Wainstein & Abbasova, 1974)
  - Neoseiulus pseudoherbarius Meshkov, 1994
  - Neoseiulus pseudoumbraticus (Chant & Yoshida-Shaul, 1982)
  - Neoseiulus pulupotus (Schicha & Corpuz-Raros, 1992)
  - Neoseiulus quaesitus (Wainstein & Beglyarov, 1971)
  - Neoseiulus queenslandensis (McMurtry & Schicha, 1987)
  - Neoseiulus rambami (Swirski & Amitai, 1990)
  - Neoseiulus rancidus (Chaudhri, Akbar & Rasool, 1979)
  - Neoseiulus rarosi (Schicha & Corpuz-Raros, 1992)
  - Neoseiulus recifensis Gondim Jr. & Moraes, 2001
  - Neoseiulus reductus (Wainstein, 1962)
  - Neoseiulus reticulatus (Oudemans, 1930)
  - Neoseiulus reticuloides (Wainstein, 1975)
  - Neoseiulus ribes Denmark & Edland, 2002
  - Neoseiulus rimandoi (Schicha & Corpuz-Raros, 1992)
  - Neoseiulus rufus Denmark & Evans, in Denmark, Evans, Aguilar, Vargas & Ochoa 1999
  - Neoseiulus salicicola (Bozai, 1997)
  - Neoseiulus salish (Chant & Hansell, 1971)
  - Neoseiulus scapilatus (van der Merwe, 1965)
  - Neoseiulus scoticus (Collyer, 1957)
  - Neoseiulus segnis (Wainstein & Arutunjan, 1970)
  - Neoseiulus sehlabati (El-Banhawy, 2002) — ??
  - Neoseiulus septentrionalis (Karg, 1977)
  - Neoseiulus setulus (Fox, 1947)
  - Neoseiulus shambati (El-Badry, 1968)
  - Neoseiulus shanksi Congdon, 2002
  - Neoseiulus sharonensis (Rivnay & Swirski, 1980)
  - Neoseiulus shiheziensis (Wu & Li, 1987)
  - Neoseiulus simplexus (Denmark & Knisley, 1978)
  - Neoseiulus sinaiticum (Amitai & Swirski, 1982)
  - Neoseiulus sioux (Chant & Hansell, 1971)
  - Neoseiulus sospesitis (Khan & Chaudhri, 1969)
  - Neoseiulus sparaktes Beard, 2001
  - Neoseiulus specus Beard, 2001
  - Neoseiulus spicatus Denmark & Evans, in Denmark, Evans, Aguilar, Vargas & Ochoa 1999
  - Neoseiulus spineus (Tseng, 1976)
  - Neoseiulus sporobolus Tuttle & Muma, 1973
  - Neoseiulus steinerae Beard, 2001
  - Neoseiulus stolidus (Chaudhri, 1968)
  - Neoseiulus striatus (Wu, 1983)
  - Neoseiulus subreticulatus (Wu, 1987)
  - Neoseiulus subrotundus (Wu & Lan, 1991)
  - Neoseiulus subsolidus (Beglyarov, 1960)
  - Neoseiulus sugonjaevi (Wainstein & Abbasova, 1974)
  - Neoseiulus suknaensis (Gupta, 1970)
  - Neoseiulus swartii Zack, 1969
  - Neoseiulus tabis (Schuster & Pritchard, 1963)
  - Neoseiulus tabularis Chaudhri, Akbar & Rasool, 1979
  - Neoseiulus taiwanicus (Ehara, 1970)
  - Neoseiulus tareensis (Schicha, 1983)
  - Neoseiulus tauricus (Livshitz & Kuznetsov, 1972)
  - Neoseiulus teke (Pritchard & Baker, 1962)
  - Neoseiulus tenuisetae (Karg, 1993)
  - Neoseiulus tervus Meshkov, 1994
  - Neoseiulus thwaitei (Schicha, 1977)
  - Neoseiulus tibielingmiut (Chant & Hansell, 1971)
  - Neoseiulus tobon (Chant & Hansell, 1971)
  - Neoseiulus tornadus (Tuttle & Muma, 1973)
  - Neoseiulus transversus Denmark & Muma, 1973
  - Neoseiulus triangularis (Karg, 1994)
  - Neoseiulus tshernovi (Kuznetsov, 1984)
  - Neoseiulus tunus (De Leon, 1967)
  - Neoseiulus turangae (Kolodochka, 1982)
  - Neoseiulus tuvinensis (Beglyarov & Meshkov, 1988)
  - Neoseiulus tyrrelli (Chant & Hansell, 1971)
  - Neoseiulus ulatei Denmark & Evans, in Denmark, Evans, Aguilar, Vargas & Ochoa 1999
  - Neoseiulus uliginosus (Karg, 1976)
  - Neoseiulus umbraticus (Chant, 1956)
  - Neoseiulus umsteadi (Muma, Metz & Farrier, 1967) — ??
  - Neoseiulus vallis (Schuster & Pritchard, 1963)
  - Neoseiulus vanderlindei (van der Merwe, 1965)
  - Neoseiulus vardgesi (Arutunjan, 1968)
  - Neoseiulus vasoides (Karg, 1989)
  - Neoseiulus vehementis (Khan & Chaudhri, 1969)
  - Neoseiulus veigai Gondim Jr. & Moraes, 2001
  - Neoseiulus venustus (Chaudhri, 1968)
  - Neoseiulus versutus (Beglyarov, 1981)
  - Neoseiulus xizangensis (Zhu & Chen, 1985)
  - Neoseiulus wanrooyae Beard, 2001
  - Neoseiulus warrum Beard, 2001
  - Neoseiulus wearnei (Schicha, 1987)
  - Neoseiulus womersleyi (Schicha, 1975)
  - Neoseiulus yanoi (Ehara, 1972)
  - Neoseiulus zwoelferi (Dosse, 1957) — as zwölferi

- Noeledius Muma & Denmark, 1968
  - Noeledius iphiformis (Muma, 1962)

- Okiseius Ehara, 1967
  - Okiseius alniseius Wainstein & Beglyarov, 1972
  - Okiseius chinensis Wu, in Wu & Qian 1983
  - Okiseius cowbay Walter, 1999
  - Okiseius eharai Liang & Ke, 1982
  - Okiseius formosanus Tseng, 1972
  - Okiseius himalayana Gupta, 1986
  - Okiseius juglandis (Wang & Xu, 1985)
  - Okiseius maritimus (Ehara, 1967)
  - Okiseius morenoi Schicha, 1987
  - Okiseius sikkimensis Gupta, 1986
  - Okiseius subtropicus Ehara, 1967
  - Okiseius tibetagramins (Wu, 1987)
  - Okiseius tribulation Walter, 1999
  - Okiseius wongi Denmark & Kolodochka, in Kolodochka & Denmark 1996
  - Okiseius yazuliensis Gupta, 1986

- Olpiseius Beard, 2001
  - Olpiseius djarradjin Beard, 2001
  - Olpiseius noncollyerae (Schicha, 1987)
  - Olpiseius perthae (McMurtry & Schicha, 1987)

- Paraamblyseiulella Chant & McMurtry, 2003
  - Paraamblyseiulella transmontanus (Ueckermann & Loots, 1987)

- Paraamblyseius Muma, 1962
  - Paraamblyseius crassipes Denmark, 1988
  - Paraamblyseius dinghuensis (Wu & Qian, 1982)
  - Paraamblyseius foliatus Corpuz-Raros, 1994
  - Paraamblyseius formosanus (Ehara, 1970)
  - Paraamblyseius fragariae Gupta, 1980
  - Paraamblyseius gloreus (El-Banhawy, 1978)
  - Paraamblyseius guangdongensis (Wu & Lan, 1991)
  - Paraamblyseius lecanis (Schuster & Pritchard, 1963)
  - Paraamblyseius lunatus Muma, 1962
  - Paraamblyseius multicircularis Gondim Jr. & Moraes, 2001
  - Paraamblyseius mumai (Prasad, 1968)
  - Paraamblyseius mumai Gupta, 1980 — praeoccupied Prasad 1968
  - Paraamblyseius ogdeni De Leon, 1966

- Paragigagnathus Amitai & Grinberg, 1971
  - Paragigagnathus amantis (Chaudhri, Akbar & Rasool, 1979)
  - Paragigagnathus bidentatus (Kuznetsov, 1994)
  - Paragigagnathus cataractus (Ueckermann & Loots, 1988)
  - Paragigagnathus desertorum (Amitai & Swirski, 1978)
  - Paragigagnathus insuetus (Livshitz & Kuznetsov, 1972)
  - Paragigagnathus molestus (Kolodochka, 1989)
  - Paragigagnathus namibiaensis (Ueckermann & Loots, 1988)
  - Paragigagnathus strunkovae (Wainstein, 1973)
  - Paragigagnathus tamaricis Amitai & Grinberg, 1971

- Parakampimodromus Chant & McMurtry, 2003
  - Parakampimodromus trichophilus (Blommers, 1976)

- Paraphytoseius Swirski & Shechter, 1961
  - Paraphytoseius bhadrakaliensis (Gupta, 1969)
  - Paraphytoseius chihpenensis Ho & Lo, 1989
  - Paraphytoseius cracentis (Corpuz & Rimando, 1966)
  - Paraphytoseius hilli Beard & Walter, 1996
  - Paraphytoseius horrifer (Pritchard & Baker, 1962)
  - Paraphytoseius hualienensis Ho & Lo, 1989
  - Paraphytoseius hyalinus (Tseng, 1973)
  - Paraphytoseius nicobarensis (Gupta, 1977)
  - Paraphytoseius orientalis (Narayanan, Kaur & Ghai, 1960)
  - Paraphytoseius parabilis (Chaudhri, 1967)
  - Paraphytoseius santurcensis De Leon, 1965
  - Paraphytoseius seychellensis Schicha & Corpuz-Raros, 1985
  - Paraphytoseius subtropicus (Tseng, 1972)
  - Paraphytoseius scleroticus (Gupta & Ray, 1981)
  - Paraphytoseius urumanus (Ehara, 1967)

- Pholaseius Beard, 2001
  - Pholaseius colliculatus Beard, 2001

- Phyllodromus De Leon, 1959
  - Phyllodromus leiodis De Leon, 1959
  - Phyllodromus trisetatus Moraes & Melo, 1997

- Phytoscutus Muma, 1961
  - Phytoscutus acaridophagus (Collyer, 1964)
  - Phytoscutus bakeri (Gupta, 1980)
  - Phytoscutus eugenus (Ueckermann & Loots, 1985)
  - Phytoscutus glomus (Pritchard & Baker, 1962)
  - Phytoscutus gongylus (Pritchard & Baker, 1962)
  - Phytoscutus reunionensis (Ueckermann & Loots, 1985)
  - Phytoscutus salebrosus (Chant, 1960)
  - Phytoscutus sexpilis Muma, 1961
  - Phytoscutus vaughni (Chant & Baker, 1965)
  - Phytoscutus wiesei (Ueckermann & Loots, 1985)
  - Phytoscutus wongsirii (Ehara & Bhandhufalck, 1977)

- Phytoseiulus Evans, 1952
  - Phytoseiulus fragariae Denmark & Schicha, 1983
  - Phytoseiulus longipes Evans, 1958
  - Phytoseiulus macropilis (Banks, 1904)
  - Phytoseiulus persimilis Athias-Henriot, 1957
  - Phytoseiulus riegeli Dosse, 1958
  - Phytoseiulus robertsi (Baker, 1990)
  - Phytoseiulus tardi (Lombardini, 1959)

- Proprioseiopsis Muma, 1961
  - Proprioseiopsis acalyphae Denmark & Evans, in Denmark, Evans, Aguilar, Vargas & Ochoa 1999
  - Proprioseiopsis acapius Karg, 1976
  - Proprioseiopsis amotus (Zack, 1969)
  - Proprioseiopsis amplus (Wainstein, 1983)
  - Proprioseiopsis anthurii (Schicha, 1993)
  - Proprioseiopsis antonellii Congdon, 2002
  - Proprioseiopsis arunachalensis (Gupta, 1986)
  - Proprioseiopsis asetus (Chant, 1959)
  - Proprioseiopsis athiasae (Hirschmann, 1962)
  - Proprioseiopsis badryi (Yousef & El-Brollosy, 1986)
  - Proprioseiopsis basis Karg, 1994
  - Proprioseiopsis bay (Schicha, 1980)
  - Proprioseiopsis beatus (Chaudhri, 1968)
  - Proprioseiopsis belizensis (Yoshida-Shaul & Chant, 1991)
  - Proprioseiopsis bordjelaini (Athias-Henriot, 1966)
  - Proprioseiopsis borealis (Chant & Hansell, 1971)
  - Proprioseiopsis bregetovae (Abbasova, 1970)
  - Proprioseiopsis bulga Chaudhri, Akbar & Rasool, 1979
  - Proprioseiopsis cabonus (Schicha & Elshafie, 1980)
  - Proprioseiopsis caliensis (Moraes & Mesa, 1988)
  - Proprioseiopsis campanulus Karg, 1979
  - Proprioseiopsis cannaensis (Muma, 1962)
  - Proprioseiopsis carolinianus (Muma, Metz & Farrier, 1967)
  - Proprioseiopsis catinus Karg, 1976
  - Proprioseiopsis cephaeli (De Leon, 1967)
  - Proprioseiopsis chilosus (van der Merwe, 1968)
  - Proprioseiopsis circulus Tuttle & Muma, 1973
  - Proprioseiopsis citri (Muma, 1962)
  - Proprioseiopsis clausae (Muma, 1962)
  - Proprioseiopsis coniferus (Prasad, 1968)
  - Proprioseiopsis dacus (Wainstein, 1973)
  - Proprioseiopsis dahonagnas (Schicha & Corpuz-Raros, 1992)
  - Proprioseiopsis dentatus Chaudhri, Akbar & Rasool, 1979
  - Proprioseiopsis detritus (Muma, 1961)
  - Proprioseiopsis dominigos (El-Banhawy, 1984)
  - Proprioseiopsis donchanti (Athias-Henriot, 1967)
  - Proprioseiopsis dorsatus (Muma, 1961)
  - Proprioseiopsis edbakeri (Athias-Henriot, 1967)
  - Proprioseiopsis euflagellatus Karg, 1983
  - Proprioseiopsis eudentatus Karg, 1989
  - Proprioseiopsis eurynotus (van der Merwe, 1968)
  - Proprioseiopsis euscutatus Karg, 1983
  - Proprioseiopsis exitus (Schuster, 1966)
  - Proprioseiopsis exopodalis (Kennett, 1958)
  - Proprioseiopsis farallonicus (Moraes & Mesa, 1991)
  - Proprioseiopsis ferratus Karg, 1976
  - Proprioseiopsis fragariae (Kennett, 1958)
  - Proprioseiopsis gallus Karg, 1989
  - Proprioseiopsis gelikmani (Wainstein & Arutunjan, 1970)
  - Proprioseiopsis genitalis Karg, 1976
  - Proprioseiopsis gerezianus (Athias-Henriot, 1966)
  - Proprioseiopsis globosus (Gonzalez & Schuster, 1962)
  - Proprioseiopsis globosus Karg, 1976 — praeoccupied Gonzalez & Schuster 1962
  - Proprioseiopsis gracilisetae (Muma, 1962)
  - Proprioseiopsis grovesae (Chant, 1959)
  - Proprioseiopsis guatemalensis (Chant, 1959)
  - Proprioseiopsis hawaiiensis (Wainstein, 1983)
  - Proprioseiopsis hudsonianus (Chant & Hansell, 1971)
  - Proprioseiopsis inflatus (De Leon, 1965)
  - Proprioseiopsis involutus Denmark & Knisley, in Knisley & Denmark 1978
  - Proprioseiopsis iorgius Karg, 1976
  - Proprioseiopsis isocaudarum Karg, 1993
  - Proprioseiopsis jasmini (El-Banhawy, 1984)
  - Proprioseiopsis jugortus (Athias-Henriot, 1966)
  - Proprioseiopsis kogi (Chant & Hansell, 1971)
  - Proprioseiopsis kopaeus (Schicha & Corpuz-Raros, 1992)
  - Proprioseiopsis latocavi Karg, 1998
  - Proprioseiopsis latoscutatus Karg, 1976
  - Proprioseiopsis lenis (Corpuz-Raros & Rimando, 1966)
  - Proprioseiopsis lepidus (Chant, 1959)
  - Proprioseiopsis levani (Gomelauri, 1968)
  - Proprioseiopsis lichenis (Chant, 1959)
  - Proprioseiopsis lineatus (Wu & Lan, 1991)
  - Proprioseiopsis marginatus Denmark, 1974
  - Proprioseiopsis marrubiae Tuttle & Muma, 1973
  - Proprioseiopsis mauiensis (Prasad, 1968)
  - Proprioseiopsis messor (Wainstein, 1960)
  - Proprioseiopsis mexicanus (Garman, 1958)
  - Proprioseiopsis miconiae (Moraes & Mesa, 1991)
  - Proprioseiopsis missouriensis Poe, 1970
  - Proprioseiopsis mumaellus (Athias-Henriot, 1967)
  - Proprioseiopsis mumamacrosetae (Hirschmann, 1962)
  - Proprioseiopsis nemotoi (Ehara & Amano, 1998)
  - Proprioseiopsis neomexicanus (Chant, 1959)
  - Proprioseiopsis neotropicus (Ehara, 1966)
  - Proprioseiopsis oblatus (Muma, 1961)
  - Proprioseiopsis okanagensis (Chant, 1957)
  - Proprioseiopsis oregonensis (Garman, 1958)
  - Proprioseiopsis ovatus (Garman, 1958)
  - Proprioseiopsis ovicinctus (Athias-Henriot, 1961)
  - Proprioseiopsis pascuus (van der Merwe, 1968)
  - Proprioseiopsis patellae Karg, 1989
  - Proprioseiopsis penai Denmark & Evans, in Denmark, Evans, Aguilar, Vargas & Ochoa 1999
  - Proprioseiopsis pentagonalis (Moraes & Mesa, 1991)
  - Proprioseiopsis pentagonus (Wu & Lan, 1995)
  - Proprioseiopsis penurisetus (Wainstein, 1960)
  - Proprioseiopsis peruvianus (Moraes & Mesa, 1991)
  - Proprioseiopsis phaseoloides Denmark & Evans, in Denmark, Evans, Aguilar, Vargas & Ochoa 1999
  - Proprioseiopsis pocillatus (Athias-Henriot, 1961)
  - Proprioseiopsis poculus Tuttle & Muma, 1973
  - Proprioseiopsis popularis (De Leon, 1962)
  - Proprioseiopsis praeanalis Karg, 1989
  - Proprioseiopsis precipitans (De Leon, 1962)
  - Proprioseiopsis pubes (Tseng, 1976)
  - Proprioseiopsis pusillus (Kennett, 1963)
  - Proprioseiopsis putmani (Chant, 1959)
  - Proprioseiopsis putrephilus Meshkov, 1999
  - Proprioseiopsis reventus (Zack, 1969)
  - Proprioseiopsis rosellus (Chant, 1959)
  - Proprioseiopsis rotundus (Muma, 1961)
  - Proprioseiopsis sarraceniae (Muma, 1965)
  - Proprioseiopsis scurra (Wainstein & Beglyarov, 1971)
  - Proprioseiopsis septa (Garman, 1958)
  - Proprioseiopsis sexsetosus (Fox, 1949)
  - Proprioseiopsis sharkiensis Basha & Yousef, 1999
  - Proprioseiopsis sharovi (Wainstein, 1975)
  - Proprioseiopsis solens (De Leon, 1962)
  - Proprioseiopsis sororculus (Wainstein, 1960)
  - Proprioseiopsis sosninae (Wainstein, 1972)
  - Proprioseiopsis synachattiensis (Gupta, 1985)
  - Proprioseiopsis temperellus (Denmark & Muma, 1967)
  - Proprioseiopsis temperus Tuttle & Muma, 1973
  - Proprioseiopsis tenax (De Leon, 1967)
  - Proprioseiopsis terrestris (Chant, 1959)
  - Proprioseiopsis trilobae Denmark & Evans, in Denmark, Evans, Aguilar, Vargas & Ochoa 1999
  - Proprioseiopsis tropicanus (Garman, 1958)
  - Proprioseiopsis tubulus (Muma, 1965)
  - Proprioseiopsis tulearensis (Blommers, 1976)
  - Proprioseiopsis umidus Karg, 1989
  - Proprioseiopsis unicus Denmark & Knisley, in Knisley & Denmark 1978
  - Proprioseiopsis variocaudarum Karg, 1993
  - Proprioseiopsis versutus (Zack, 1969)
  - Proprioseiopsis vitreus Karg, 1998
  - Proprioseiopsis vulgaris (Schuh, 1960)
  - Proprioseiopsis weintraubi (Chant & Hansell, 1971)

- Proprioseiulus Muma, 1968
  - Proprioseiulus darwinensis (Schicha, 1987)
  - Proprioseiulus paxi (Muma, 1965)
  - Proprioseiulus sandersi (Chant, 1959)

- Proprioseius Chant, 1957
  - Proprioseius aculeatus Moraes & Denmark, 1999
  - Proprioseius anthurus Denmark & Muma, 1966
  - Proprioseius clancyi Chant, 1957
  - Proprioseius gibbus Moraes & Denmark, 1999
  - Proprioseius kumaonensis Gupta, 1982
  - Proprioseius meridionalis Chant, 1957
  - Proprioseius mirandai De Leon, 1959
  - Proprioseius oudemansi (Chant, 1959)
  - Proprioseius retroacuminatus Zacarias & Moraes, 2001
  - Proprioseius schichai Corpuz-Raros, 1994

- Quadromalus Moraes, Denmark & Guerrero, 1982
  - Quadromalus colombiensis Moraes, Denmark & Guerrero, 1982

- Ricoseius De Leon, 1965
  - Ricoseius loxocheles (De Leon, 1965)

- Swirskiseius Denmark & Evans, in Denmark, Evans, Aguilar, Vargas & Ochoa 1999
  - Swirskiseius zamoranus Denmark & Evans, in Denmark, Evans, Aguilar, Vargas & Ochoa 1999

- Typhlodromalus Muma, 1961
  - Typhlodromalus aequidens (Blommers, 1974)
  - Typhlodromalus arawak De Leon, 1966
  - Typhlodromalus aripo De Leon, 1967
  - Typhlodromalus athiasae (Pritchard & Baker, 1962)
  - Typhlodromalus breviscutus Moraes, Oliveira & Zannou, 2001
  - Typhlodromalus chikmagalurensis (Gupta, 1986)
  - Typhlodromalus chitradurgae (Gupta, 1986)
  - Typhlodromalus clavicus Denmark & Muma, 1973
  - Typhlodromalus congeae (De Leon, 1965)
  - Typhlodromalus distinctus (Denmark & Matthysse, 1981)
  - Typhlodromalus endiandrae (Schicha, 1993)
  - Typhlodromalus eucalypticus Gupta, 1978
  - Typhlodromalus eujeniae (Gupta, 1977)
  - Typhlodromalus ezoensis (Ehara, 1967)
  - Typhlodromalus feresi Lofego, Moraes & McMurtry, 2000
  - Typhlodromalus fragosoi (Yoshida-Shaul & Chant, 1991)
  - Typhlodromalus guajavae (Gupta, 1978)
  - Typhlodromalus havu (Pritchard & Baker, 1962)
  - Typhlodromalus higuilloae Denmark & Muma, 1975
  - Typhlodromalus hova (Blommers, 1976)
  - Typhlodromalus huapingensis (Wu & Li, 1985)
  - Typhlodromalus hum (Pritchard & Baker, 1962)
  - Typhlodromalus jarooa (Gupta, 1977)
  - Typhlodromalus jucundus (Chant, 1959)
  - Typhlodromalus julus Denmark & Evans, in Denmark, Evans, Aguilar, Vargas & Ochoa 1999
  - Typhlodromalus laaensis (Gupta, 1986)
  - Typhlodromalus laetus (Chant & Baker, 1965)
  - Typhlodromalus lailae (Schicha, 1979)
  - Typhlodromalus limonicus (Garman & McGregor, 1956)
  - Typhlodromalus lunatus Denmark & Evans, in Denmark, Evans, Aguilar, Vargas & Ochoa 1999
  - Typhlodromalus macrosetosus (van der Merwe, 1965)
  - Typhlodromalus manihoti (Moraes, 1994)
  - Typhlodromalus manipurensis (Gupta, 1978)
  - Typhlodromalus marmoreus (El-Banhawy, 1978)
  - Typhlodromalus munsteriensis (van der Merwe, 1965)
  - Typhlodromalus ntandu (Pritchard & Baker, 1962)
  - Typhlodromalus olombo (Pritchard & Baker, 1962)
  - Typhlodromalus peregrinus (Muma, 1955)
  - Typhlodromalus planetarius (De Leon, 1959)
  - Typhlodromalus propitius (Chant & Baker, 1965)
  - Typhlodromalus rosayroi Denmark & Muma, 1978
  - Typhlodromalus rosica (Gupta, 1992)
  - Typhlodromalus rhusi (van der Merwe, 1965)
  - Typhlodromalus saltus (Denmark & Matthysse, 1981)
  - Typhlodromalus serengati (El-Banhawy & Abou-Awad, 1990)
  - Typhlodromalus sexta (Garman, 1958)
  - Typhlodromalus simus Denmark & Muma, 1973
  - Typhlodromalus sorghumae (Gupta, 1977)
  - Typhlodromalus spinosus (Meyer & Rodrigues, 1966)
  - Typhlodromalus swaga (Pritchard & Baker, 1962)
  - Typhlodromalus tasaformis (Schicha & Corpuz-Raros, 1992)
  - Typhlodromalus tenuiscutus McMurtry & Moraes, 1989
  - Typhlodromalus terminatus (Chant & Baker, 1965)
  - Typhlodromalus tigrus Denmark & Evans, in Denmark, Evans, Aguilar, Vargas & Ochoa 1999
  - Typhlodromalus ultimus (Chant & Baker, 1965)
  - Typhlodromalus villacarmelensis (Moraes, 1994)
  - Typhlodromalus yunquensis (De Leon, 1965)

- Typhlodromips De Leon, 1965
  - Typhlodromips ablusus (Schuster & Pritchard, 1963)
  - Typhlodromips aciculus De Leon, 1967
  - Typhlodromips ainu (Ehara, 1967)
  - Typhlodromips akahirai (Ehara, 1966)
  - Typhlodromips akilinik (Chant & Hansell, 1971)
  - Typhlodromips alpicola (Ehara, 1982)
  - Typhlodromips altiplanumi (Ke & Xin, 1982)
  - Typhlodromips amilus De Leon, 1967
  - Typhlodromips andamanicus (Gupta, 1980)
  - Typhlodromips annae (Schicha & Gutierrez, 1985)
  - Typhlodromips anuwati (Ehara & Bhandhufalck, 1977)
  - Typhlodromips arbuti (De Leon, 1961)
  - Typhlodromips arcus (De Leon, 1966)
  - Typhlodromips arcus Ryu, 1998 — praeoccupied De Leon 1966
  - Typhlodromips arecae (Gupta, 1977)
  - Typhlodromips ariri Gondim Jr. & Moraes, 2001
  - Typhlodromips artemis Denmark & Evans, in Denmark, Evans, Aguilar, Vargas & Ochoa 1999
  - Typhlodromips asiaticus (Evans, 1953)
  - Typhlodromips assamensis (Chant, 1960)
  - Typhlodromips assiniboin (Chant & Hansell, 1971)
  - Typhlodromips auratus De Leon, 1966
  - Typhlodromips avetianae (Arutunjan & Ohandjanian, 1972)
  - Typhlodromips azerbaijanicus (Abbasova, 1970)
  - Typhlodromips baiyunensis (Wu, 1982)
  - Typhlodromips bangalorensis (Karg, 1983)
  - Typhlodromips beelarong (Schicha & Corpuz-Raros, 1992)
  - Typhlodromips benavidesi Denmark & Andrews, 1981
  - Typhlodromips biflorus Denmark & Evans, in Denmark, Evans, Aguilar, Vargas & Ochoa 1999
  - Typhlodromips bladderae Denmark & Evans, in Denmark, Evans, Aguilar, Vargas & Ochoa 1999
  - Typhlodromips brevibrachii (Karg & Oomen-Kalsbeek, 1987)
  - Typhlodromips bryophilus (Karg, 1970)
  - Typhlodromips cananeiensis Gondim Jr. & Moraes, 2001
  - Typhlodromips cantonensis (Schicha, 1982)
  - Typhlodromips clinopodii (Ke & Xin, 1982)
  - Typhlodromips collinellus (Athias-Henriot, 1966)
  - Typhlodromips compressus (Wu & Li, 1984)
  - Typhlodromips confertus (De Leon, 1959)
  - Typhlodromips cornuformis (Schicha & Corpuz-Raros, 1992)
  - Typhlodromips cotoensis (Muma, 1961)
  - Typhlodromips cristobalensis (De Leon, 1962)
  - Typhlodromips crotalariae (Gupta, 1977)
  - Typhlodromips culmulus (van der Merwe, 1968)
  - Typhlodromips daviesi De Leon, 1966
  - Typhlodromips decolor (Hirschmann, 1962)
  - Typhlodromips deleoni (Muma, 1962)
  - Typhlodromips dentilis (De Leon, 1959)
  - Typhlodromips digitulus (Denmark, 1965)
  - Typhlodromips dillus (De Leon, 1959)
  - Typhlodromips dimidiatus (De Leon, 1962)
  - Typhlodromips dombeyus Denmark & Evans, in Denmark, Evans, Aguilar, Vargas & Ochoa 1999
  - Typhlodromips draconis Chaudhri, Akbar & Rasool, 1979
  - Typhlodromips driggeri (Specht, 1968)
  - Typhlodromips echium Beard, 2001
  - Typhlodromips enab (El-Badry, 1967)
  - Typhlodromips eucalypterus (Prasad, 1968)
  - Typhlodromips euserratus (Karg, 1993)
  - Typhlodromips extrasetus Moraes, Oliveira & Zannou, 2001
  - Typhlodromips ficus (El-Halawany & Abdeul-Samad, 1990)
  - Typhlodromips filipinus (Schicha & Corpuz-Raros, 1992)
  - Typhlodromips fordycei (De Leon, 1959)
  - Typhlodromips fragilis (Kolodochka & Bondarenko, 1993)
  - Typhlodromips friendi De Leon, 1967
  - Typhlodromips frutexis Karg, 1991
  - Typhlodromips genya (Pritchard & Baker, 1962)
  - Typhlodromips gimanthus Beard, 2001
  - Typhlodromips gonzalezi (Moraes & Mesa, 1991)
  - Typhlodromips grandiductus (McMurtry & Moraes, 1985)
  - Typhlodromips guizhouensis (Wu & Ou, 1999)
  - Typhlodromips hamiltoni (Chant & Yoshida-Shaul, 1978)
  - Typhlodromips hapoliensis (Gupta, 1986)
  - Typhlodromips heidrunae (McMurtry & Schicha, 1987)
  - Typhlodromips helanensis (Wu & Lan, 1991)
  - Typhlodromips heterochaetus (Liang & Ke, 1984)
  - Typhlodromips hellougreus Denmark & Muma, 1967
  - Typhlodromips hidakai (Ehara & Bhandhufalck, 1977)
  - Typhlodromips hinoki (Ehara, 1972)
  - Typhlodromips huanggangensis (Wu, 1986)
  - Typhlodromips ibadanensis (Ueckermann & Loots, 1988)
  - Typhlodromips ignotus Beard, 2001
  - Typhlodromips ihalmiut (Chant & Hansell, 1971)
  - Typhlodromips ishikawai (Ehara, 1972)
  - Typhlodromips isthmus Denmark & Evans, in Denmark, Evans, Aguilar, Vargas & Ochoa 1999
  - Typhlodromips japonicus (Ehara, 1958)
  - Typhlodromips jianyangensis (Wu, 1981)
  - Typhlodromips jimenezi Denmark & Evans, in Denmark, Evans, Aguilar, Vargas & Ochoa 1999
  - Typhlodromips johoreae Muma, 1967
  - Typhlodromips josephi (Yoshida-Shaul & Chant, 1991)
  - Typhlodromips jucara Gondim Jr. & Moraes, 2001
  - Typhlodromips kakaibaeus (Schicha & Corpuz-Raros, 1992)
  - Typhlodromips krantzi (Chant, 1959)
  - Typhlodromips labis (Corpuz-Raros & Rimando, 1966)
  - Typhlodromips lambatinus (Schicha & Corpuz-Raros, 1992)
  - Typhlodromips leei (Schicha & Corpuz-Raros, 1992)
  - Typhlodromips linharis (El-Banhawy, 1984)
  - Typhlodromips lugubris (Chant & Baker, 1965)
  - Typhlodromips lutezhicus (Wainstein, 1972)
  - Typhlodromips madorellus (Athias-Henriot, 1966)
  - Typhlodromips malaphilippinensis (Schicha & Corpuz-Raros, 1992)
  - Typhlodromips mangleae De Leon, 1967
  - Typhlodromips markwelli (Schicha, 1979)
  - Typhlodromips masseei (Nesbitt, 1951)
  - Typhlodromips mastus Denmark & Muma, 1967
  - Typhlodromips meghalayensis (Gupta, 1978)
  - Typhlodromips montdorensis (Schicha, 1979)
  - Typhlodromips multisetosus (McMurtry & Moraes, 1985)
  - Typhlodromips muricatus (Charlet & McMurtry, 1977)
  - Typhlodromips napaeus (Wainstein, 1978)
  - Typhlodromips nectae Denmark & Evans, in Denmark, Evans, Aguilar, Vargas & Ochoa 1999
  - Typhlodromips neoarcus Moraes & Kreiter, in Moraes, Kreiter & Lofego 2000
  - Typhlodromips neoclavicus Denmark & Evans, in Denmark, Evans, Aguilar, Vargas & Ochoa 1999
  - Typhlodromips neocrotalariae Gupta, 1978
  - Typhlodromips neoghanii (Gupta, 1986)
  - Typhlodromips neomarkwelli (Schicha, 1980)
  - Typhlodromips nestorus Beard, 2001
  - Typhlodromips newsami (Evans, 1953)
  - Typhlodromips occidentafricanus Moraes, Oliveira & Zannou, 2001
  - Typhlodromips officinaria (Gupta, 1975)
  - Typhlodromips oguroi (Ehara, 1964)
  - Typhlodromips okinawanus (Ehara, 1967)
  - Typhlodromips papuaensis (McMurtry & Moraes, 1985)
  - Typhlodromips paulus Denmark & Muma, 1973
  - Typhlodromips pederosus (El-Banhawy, 1978)
  - Typhlodromips pinicolus (Karg, 1991)
  - Typhlodromips plumosus (Denmark & Muma, 1975)
  - Typhlodromips polyantheae (Gupta, 1975)
  - Typhlodromips proximus (Kolodochka, 1991)
  - Typhlodromips qinghaiensis (Wang & Xu, 1991)
  - Typhlodromips quadridens (Karg & Oomen-Kalsbeek, 1987)
  - Typhlodromips quercicolus (De Leon, 1959)
  - Typhlodromips rademacheri (Dosse, 1958)
  - Typhlodromips rangatensis (Gupta, 1977)
  - Typhlodromips reptans (Blommers, 1974)
  - Typhlodromips robustus (Chant & Baker, 1965)
  - Typhlodromips rykei (Pritchard & Baker, 1962)
  - Typhlodromips saacharus (Wu, 1981)
  - Typhlodromips sabaculus Denmark & Muma, 1973
  - Typhlodromips sabali (De Leon, 1959)
  - Typhlodromips sanblasensis (De Leon, 1962)
  - Typhlodromips sapienticola (Gupta, 1977)
  - Typhlodromips scleroticus De Leon, 1966
  - Typhlodromips sessor (De Leon, 1962)
  - Typhlodromips shi (Pritchard & Baker, 1962)
  - Typhlodromips shoreae (Gupta, 1977)
  - Typhlodromips siamensis (Ehara & Bhandhufalck, 1977)
  - Typhlodromips sichuanensis (Wu & Li, 1985)
  - Typhlodromips sigridae (Schicha, 1982)
  - Typhlodromips sijiensis (Gupta, 1986)
  - Typhlodromips similis (Koch, 1839)
  - Typhlodromips simplicissimus (De Leon, 1959)
  - Typhlodromips sinensis Denmark & Muma, 1972
  - Typhlodromips sottoi (Schicha & Corpuz-Raros, 1992)
  - Typhlodromips spinigerus (Chant & Baker, 1965)
  - Typhlodromips stilus (Karg & Oomen-Kalsbeek, 1987)
  - Typhlodromips sturti (Schicha, 1980)
  - Typhlodromips swirskii (Athias-Henriot, 1962)
  - Typhlodromips syzygii (Gupta, 1975)
  - Typhlodromips tanzaniensis (Yoshida-Shaul & Chant, 1988)
  - Typhlodromips tennesseensis (De Leon, 1962)
  - Typhlodromips tenuis (Hirschmann, 1962)
  - Typhlodromips tetranychivorus Gupta, 1978
  - Typhlodromips theae (Wu, 1983)
  - Typhlodromips tibetapineus (Wu, 1987)
  - Typhlodromips tibetasalicis (Wu, 1987)
  - Typhlodromips tienhsainensis (Tseng, 1983)
  - Typhlodromips tubus (Schuster, 1966)
  - Typhlodromips vagatus Denmark & Evans, in Denmark, Evans, Aguilar, Vargas & Ochoa 1999
  - Typhlodromips varius (Hirschmann, 1962)
  - Typhlodromips vertunculus (Karg & Oomen-Kalsbeek, 1987)
  - Typhlodromips vestificus (Tseng, 1976)
  - Typhlodromips vignae (Liang & Ke, 1981)
  - Typhlodromips vineaticus (Wainstein, 1978)
  - Typhlodromips violini (Meyer & Rodrigues, 1966)
  - Typhlodromips volgini (Wainstein & Beglyarov, 1971)
  - Typhlodromips xui (Yin, Bei & Lu, 1992)
  - Typhlodromips wunde (Schicha & Corpuz-Raros, 1992)
  - Typhlodromips yandala (Schicha & Corpuz-Raros, 1992)
  - Typhlodromips yarnde (Schicha & Corpuz-Raros, 1992)
  - Typhlodromips yarra (Schicha & Corpuz-Raros, 1992)
  - Typhlodromips yera (Schicha & Corpuz-Raros, 1992)
  - Typhlodromips yerracharta (Schicha & Corpuz-Raros, 1992)
  - Typhlodromips yunnanensis (Wu, 1984)

- Typhloseiella Muma, 1961
  - Typhloseiella isotricha (Athias-Henriot, 1958)
  - Typhloseiella perforatus (Wainstein, 1980)

## Phytoseiinae
Phytoseiinae Berlese, 1916
- Chantia Pritchard & Baker, 1962
  - Chantia paradoxa Pritchard & Baker, 1962

- Phytoseius Ribaga, 1904
  - Phytoseius acaciae Walter & Beard, 1997
  - Phytoseius aleuritius Wu, 1981
  - Phytoseius amba Pritchard & Baker, 1962
  - Phytoseius antigamenti El-Banhawy & Abou-Awad, 1989
  - Phytoseius averrhoae De Leon, 1965
  - Phytoseius balcanicus Wainstein, 1969
  - Phytoseius bambusae Swirski & Shechter, 1961
  - Phytoseius bandipurensis Gupta, 1980
  - Phytoseius bennetti De Leon, 1965
  - Phytoseius betsiboka Blommers, 1976
  - Phytoseius betulae Denmark, 1966
  - Phytoseius blakistoni Ehara, 1966
  - Phytoseius borealis Chant, 1965
  - Phytoseius brevicrinis Swirski & Shechter, 1961
  - Phytoseius brigalow Walter & Beard, 1997
  - Phytoseius bulgariensis Wainstein, 1969
  - Phytoseius bunya Walter & Beard, 1997
  - Phytoseius californicus Kennett, 1967
  - Phytoseius camelot Walter & Beard, 1997
  - Phytoseius campestris Ehara, 1967
  - Phytoseius canadensis Chant, 1965
  - Phytoseius capitatus Ehara, 1966
  - Phytoseius carpineus Wainstein, 1978
  - Phytoseius chanti Denmark, 1966
  - Phytoseius chinensis Wu & Li, 1982
  - Phytoseius ciliatus Wainstein, 1975
  - Phytoseius cismontanus De Leon, 1965
  - Phytoseius coheni Swirski & Shechter, 1961
  - Phytoseius comodera El-Banhawy & Abou-Awad, 1989
  - Phytoseius corniger Wainstein, 1959
  - Phytoseius corylus Wu, Lan & Zhang, 1992
  - Phytoseius cotini Wang & Xu, 1985
  - Phytoseius crenatus Ryu, 1993
  - Phytoseius crinitus Swirski & Shechter, 1961
  - Phytoseius curoatus Chaudhri
  - Phytoseius curtisetus Moraes & Mesa, in Moraes, Mesa & Braun 1991
  - Phytoseius curvatus Chaudhri, 1973
  - Phytoseius dandongensis Lu & Yin, 1992
  - Phytoseius danutae Walter & Beard, 1997
  - Phytoseius darwin Walter & Beard, 1997
  - Phytoseius decoratus Gonzalez & Schuster, 1962
  - Phytoseius deleoni Denmark, 1966
  - Phytoseius delicatus Chant, 1965
  - Phytoseius devildevil Walter & Beard, 1997
  - Phytoseius diutius Corpuz-Raros, 1966
  - Phytoseius domesticus Rather, 1985
  - Phytoseius douglasensis Schicha, 1984
  - Phytoseius duplus Ueckermann & Loots, 1985
  - Phytoseius echinus Wainstein & Arutunjan, 1970
  - Phytoseius ferax Afzal, Akbar & Qayyum, 2000
  - Phytoseius ferox Pritchard & Baker, 1962
  - Phytoseius flagrum Shahid, Siddiqui & Chaudhri, 1982
  - Phytoseius fotheringhamiae Denmark & Schicha, 1975
  - Phytoseius fujianensis Wu, 1981
  - Phytoseius glareosus Corpuz-Raros, 1966
  - Phytoseius guianensis De Leon, 1965
  - Phytoseius hawaiiensis Prasad, 1968
  - Phytoseius hera Wainstein & Beglyarov, 1972
  - Phytoseius hongkongensis Swirski & Shechter, 1961
  - Phytoseius hornus Shahid, Siddiqui & Chaudhri, 1982
  - Phytoseius horridus Ribaga, 1904
  - Phytoseius huaxiensis Xin, Liang & Ke, 1982
  - Phytoseius huqiuensis Wu, 1980
  - Phytoseius hydrophyllis Poe, 1970
  - Phytoseius ikeharai Ehara, 1967
  - Phytoseius improcerus Corpuz-Raros, 1966
  - Phytoseius incisus Wu & Li, 1984
  - Phytoseius indicus Bhattacharyya, 1968
  - Phytoseius intermedius Evans & MacFarlane, 1962
  - Phytoseius jujuba Gupta, 1977
  - Phytoseius juvenis Wainstein & Arutunjan, 1970
  - Phytoseius kapuri Gupta, 1969
  - Phytoseius kazusanus Ehara, in Ehara, Okada & Kato 1994
  - Phytoseius kisumuensis Moraes & McMurtry, in Moraes, McMurtry, van den Berg & Yaninek 1989
  - Phytoseius kishii Ehara, 1967
  - Phytoseius koreanus Ryu & Ehara, 1991
  - Phytoseius latinus El-Banhawy, 1984
  - Phytoseius leaki Schicha, 1977
  - Phytoseius leonmexicanus (Hirschmann, 1962)
  - Phytoseius litchfieldensis Walter & Beard, 1997
  - Phytoseius livschitzi Wainstein & Beglyarov, 1972
  - Phytoseius longchuanensis Wu, 1997
  - Phytoseius longus Wu & Li, 1985
  - Phytoseius lyma Shahid, Siddiqui & Chaudhri, 1982
  - Phytoseius macropilis (Banks, 1909)
  - Phytoseius macrosetosus Gupta, 1977
  - Phytoseius maldahaensis Gupta, 1992
  - Phytoseius maltshenkovae Wainstein, 1973
  - Phytoseius mancus Afzal, Akbar & Qayyum, 2000
  - Phytoseius mansehraensis Chaudhri, 1973
  - Phytoseius mantecanus De Leon, 1965
  - Phytoseius mantoni Walter & Beard, 1997
  - Phytoseius marumbus El-Banhawy, 1984
  - Phytoseius mayottae Schicha, 1984
  - Phytoseius meyerae Gupta, 1977
  - Phytoseius mindanensis Schicha & Corpuz-Raros, 1992
  - Phytoseius minutus Narayanan, Kaur & Ghai, 1960
  - Phytoseius mixtus Chaudhri, 1973
  - Phytoseius moderatus Wainstein & Beglyarov, 1972
  - Phytoseius montanus De Leon, 1965
  - Phytoseius mumafloridanus (Hirschmann, 1962)
  - Phytoseius mumai Ehara, 1966
  - Phytoseius nahuatlensis De Leon, 1959
  - Phytoseius namdaphaensis Gupta, 1986
  - Phytoseius neoamba Ueckermann & Loots, 1985
  - Phytoseius neocorniger Gupta, 1977
  - Phytoseius neoferox Ehara & Bhandhufalck, 1977
  - Phytoseius neohongkongensis Moraes & McMurtry, in Moraes, McMurtry, van den Berg & Yaninek 1989
  - Phytoseius neomontanus Moraes & McMurtry, in Moraes, McMurtry, van den Berg & Yaninek 1989
  - Phytoseius nipponicus Ehara, 1962
  - Phytoseius nudus Wu & Li, 1984
  - Phytoseius olbios Afzal, Akbar & Qayyum, 2000
  - Phytoseius onilahy Blommers, 1976
  - Phytoseius oreillyi Walter & Beard, 1997
  - Phytoseius orizaba De Leon, 1965
  - Phytoseius paludis De Leon, 1965
  - Phytoseius paluma Walter & Beard, 1997
  - Phytoseius panormita Ragusa & Swirski, 1982
  - Phytoseius perforatus El-Badry, 1968
  - Phytoseius pernambucanus Moraes & McMurtry, 1983
  - Phytoseius pesidiumii Nassar & Kandeel, 1983
  - Phytoseius petentis Chaudhri, Akbar & Rasool, 1979
  - Phytoseius phenax Afzal, Akbar & Qayyum, 2000
  - Phytoseius plumifer (Canestrini & Fanzago, 1876)
  - Phytoseius punjabensis Gupta, 1977
  - Phytoseius purseglovei De Leon, 1965
  - Phytoseius qianshanensis Liang & Ke, 1981
  - Phytoseius quercicola Ehara, in Ehara, Okada & Kato 1994
  - Phytoseius rachelae Swirski & Shechter, 1961
  - Phytoseius rasilis Corpuz-Raros, 1966
  - Phytoseius rex De Leon, 1966
  - Phytoseius rhabdifer De Leon, 1965
  - Phytoseius ribagai Athias-Henriot, in Chant & Athias-Henriot 1960
  - Phytoseius rimandoi Corpuz-Raros, 1966
  - Phytoseius roseus Gupta, 1969
  - Phytoseius rubiginosae Schicha, 1984
  - Phytoseius rubii Xin, Liang & Ke, 1982
  - Phytoseius rubiphilus Wainstein & Vartapetov, 1972
  - Phytoseius rugatus Tseng, 1976
  - Phytoseius rugosus Denmark, 1966
  - Phytoseius ruidus Wu & Li, 1984
  - Phytoseius salicis Wainstein & Arutunjan, 1970
  - Phytoseius scabiosus Xin, Liang & Ke, 1983
  - Phytoseius scrobis Denmark, 1966
  - Phytoseius seungtaii Ryu & Ehara, 1993
  - Phytoseius severus Wainstein & Vartapetov, 1972
  - Phytoseius shuteri Schicha, 1987
  - Phytoseius solanus El-Badry, 1968
  - Phytoseius songshanensis Wang & Xu, 1985
  - Phytoseius sonunensis Ryu & Ehara, 1993
  - Phytoseius spathulatus Chaudhri, 1973
  - Phytoseius spoofi (Oudemans, 1915)
  - Phytoseius stammeri (Hirschmann, 1962)
  - Phytoseius stephaniae Schicha, 1984
  - Phytoseius subtilis Wu & Li, 1984
  - Phytoseius swirskii Gupta, 1980
  - Phytoseius taiyushani Swirski & Shechter, 1961
  - Phytoseius tenuiformis Ehara, 1978
  - Phytoseius tropicalis Daneshvar, 1987
  - Phytoseius turiacus Wainstein & Kolodochka, 1976
  - Phytoseius vaginatus Wu, 1983
  - Phytoseius venator Khan, Chaudhri & Khan, 1990
  - Phytoseius viaticus De Leon, 1967
  - Phytoseius wainsteini Gupta, 1981
  - Phytoseius wangii Wu & Ou, 1998
  - Phytoseius woodburyi De Leon, 1965
  - Phytoseius woolwichensis Schicha, 1977
  - Phytoseius yuhangensis Yin, Yu, Shi & Yang, 1996
  - Phytoseius yunnanensis Lou, Yin & Tong, 1992

- Platyseiella Muma, 1961
  - Platyseiella acuta Ehara, 2002
  - Platyseiella eliahui Ueckermann, 1992
  - Platyseiella longicervicalis (Moraes & Denmark, 1989)
  - Platyseiella marikae Ueckermann, 1990
  - Platyseiella mumai Ray & Gupta, 1981
  - Platyseiella platypilis (Chant, 1959)

## Typhlodrominae
Typhlodrominae Scheuten, 1857
- Africoseiulus Chant & McMurtry, 1994
  - Africoseiulus namibianus (Ueckermann, 1988)

- Australiseiulus Muma, 1961
  - Australiseiulus angophorae (Schicha, 1981)
  - Australiseiulus australicus (Womersley, 1954)
  - Australiseiulus dewi Beard, 1999
  - Australiseiulus goondi Beard, 1999
  - Australiseiulus laterisetus Moraes, Oliveira & Zannou, 2001
  - Australiseiulus poplar Beard, 1999

- Chanteius Wainstein, 1962
  - Chanteius apoensis (Schicha & Corpuz-Raros, 1992)
  - Chanteius contiguus (Chant, 1959)
  - Chanteius guangdongensis Wu & Lan, 1992
  - Chanteius hainanensis Wu & Lan, 1992
  - Chanteius makapalus (Schicha & Corpuz-Raros, 1992)
  - Chanteius nabiyakus (Schicha & Corpuz-Raros, 1992)
  - Chanteius parisukatus (Schicha & Corpuz-Raros, 1992)
  - Chanteius separatus (Wu & Li, 1985)
  - Chanteius tengi (Wu & Li, 1985)

- Cocoseius Denmark & Andrews, 1981
  - Cocoseius elsalvador Denmark & Andrews, 1981
  - Cocoseius palmarum Gondim Jr., Moraes & McMurtry, 2000

- Cydnoseius Muma, 1967
  - Cydnoseius muntius (Schicha & Corpuz-Raros, 1992)
  - Cydnoseius negevi (Swirski & Amitai, 1961)

- Galendromimus Muma, 1961
  - Galendromimus alveolaris (De Leon, 1957)
  - Galendromimus borinquensis (De Leon, 1965)
  - Galendromimus multipoculi Zacarias, Moraes & McMurtry, 2002
  - Galendromimus paulista Zacarias & Moraes, 2001
  - Galendromimus sanctus De Leon, 1967
  - Galendromimus tunapunensis De Leon, 1967

- Galendromus Muma, 1961
  - Galendromus annectens (De Leon, 1958)
  - Galendromus deceptus (Chant & Yoshida-Shaul, 1984)
  - Galendromus ferrugineus De Leon, 1962
  - Galendromus helveolus (Chant, 1959)
  - Galendromus longipilus (Nesbitt, 1951)
  - Galendromus occidentalis (Nesbitt, 1951)
  - Galendromus pilosus (Chant, 1959)
  - Galendromus porresi (McMurtry, 1983)
  - Galendromus superstus Zack, 1969
  - Galendromus carinulatus (De Leon, 1959)
  - Galendromus hondurensis Denmark & Evans, in Denmark, Evans, Aguilar, Vargas & Ochoa 1999
  - Galendromus pinnatus (Schuster & Pritchard, 1963)
  - Galendromus reticulus Tuttle & Muma, 1973

- Gigagnathus Chant, 1965
  - Gigagnathus extendus Chant, 1965

- Kuzinellus Wainstein, 1976
  - Kuzinellus acanthus (van der Merwe, 1968)
  - Kuzinellus additionalis Kolodochka, 1993
  - Kuzinellus aditus (Parvez, Chaudhri & Ashfaq, 1994)
  - Kuzinellus andreae [in subgenus Anthoseius]
  - Kuzinellus blairi (McMurtry & Moraes, 1991)
  - Kuzinellus bregetovae (Wainstein & Beglyarov, 1972)
  - Kuzinellus ecclesiasticus (De Leon, 1958)
  - Kuzinellus elhariri (Bayan, 1988)
  - Kuzinellus febriculus (Ueckermann & Loots, 1984)
  - Kuzinellus ignavus (Chaudhri, Akbar & Rassol, 1974)
  - Kuzinellus kuzini (Wainstein, 1962)
  - Kuzinellus loricatus Wainstein, 1978
  - Kuzinellus meritus (Parvez, Chaudhri & Ashfaq, 1994)
  - Kuzinellus neosentus (van der Merwe, 1968)
  - Kuzinellus neosoleiger (Gupta, 1981)
  - Kuzinellus niloticus (El-Badry, 1967)
  - Kuzinellus obsis (Ueckermann & Loots, 1988)
  - Kuzinellus operantis (Chaudhri, Akbar & Rassol, 1974)
  - Kuzinellus parvus (Denmark & Matthysse, in Matthysse & Denmark 1981)
  - Kuzinellus prunusus (van der Merwe, 1968)
  - Kuzinellus querellus (Ueckermann & Loots, 1988)
  - Kuzinellus relentus (Denmark & Matthysse, in Matthysse & Denmark 1981)
  - Kuzinellus saharae McMurtry & Bounfour, 1989
  - Kuzinellus scytinus (Chazeau, 1970)
  - Kuzinellus sennarensis (El-Badry, 1967)
  - Kuzinellus sentus (Pritchard & Baker, 1962)
  - Kuzinellus sursum (Parvez, Chaudhri & Ashfaq, 1994)
  - Kuzinellus torulosus Kuznetsov, 1994
  - Kuzinellus trisetus (Wu, Lan & Zhang, 1992)
  - Kuzinellus vitreus (Chaudhri, Akbar & Rassol, 1974)
  - Kuzinellus wentzeli (Ueckermann & Loots, 1988)
  - Kuzinellus yokogawae (Ehara & Hamaoka, 1980)

- Leonseius Chant & McMurtry, 1994
  - Leonseius regularis (De Leon, 1965)

- Metaseiulus Muma, 1961
  - Metaseiulus denmarki (Chant & Yoshida-Shaul, 1984)
  - Metaseiulus luculentis (De Leon, 1959)
  - Metaseiulus serratus (Tuttle & Muma, 1973)
  - Metaseiulus adjacentis (De Leon, 1959)
  - Metaseiulus arboreus (Chant, 1957)
  - Metaseiulus anchialus (Kennett, 1958)
  - Metaseiulus arceuthobius (Kennett, 1963)
  - Metaseiulus bidentatus (Denmark & Evans, in Denmark, Evans, Aguilar, Vargas & Ochoa 1999)
  - Metaseiulus bisoni (Chant & Yoshida-Shaul, 1984)
  - Metaseiulus brevicollis Gonzalez & Schuster, 1962
  - Metaseiulus bromus (Denmark, 1982)
  - Metaseiulus camelliae (Chant & Yoshida-Shaul, 1983)
  - Metaseiulus citri (Garman & McGregor, 1956)
  - Metaseiulus cornus (De Leon, 1957)
  - Metaseiulus deleoni (Hirschmann, 1962)
  - Metaseiulus edwardi (Chant & Yoshida-Shaul, 1983)
  - Metaseiulus eiko (El-Banhawy, 1984)
  - Metaseiulus ellipticus (De Leon, 1958)
  - Metaseiulus flumenis (Chant, 1957)
  - Metaseiulus gramina (Tuttle & Muma, 1973)
  - Metaseiulus greeneae (Denmark & Muma, 1967)
  - Metaseiulus herbertae (Nesbitt, 1951)
  - Metaseiulus johnsoni (Mahr, 1979)
  - Metaseiulus juniperoides (De Leon, 1962)
  - Metaseiulus lindquisti (Chant & Yoshida-Shaul, 1984)
  - Metaseiulus mahri (Chant & Yoshida-Shaul, 1984)
  - Metaseiulus mexicanus (Muma, 1963)
  - Metaseiulus negundinis (Denmark, 1982)
  - Metaseiulus nelsoni (Chant, 1959)
  - Metaseiulus neoflumenis Moraes & Kreiter, in Moraes, Kreiter & Lofego 2000
  - Metaseiulus paraflumenis (Chant & Yoshida-Shaul, 1984)
  - Metaseiulus pedoni (Zaher & Shehata, 1969)
  - Metaseiulus pini (Chant, 1955)
  - Metaseiulus plumipilis (Denmark, 1994)
  - Metaseiulus pomi (Parrott, 1906)
  - Metaseiulus pomoides Schuster & Pritchard, 1963
  - Metaseiulus profitai (Denmark, 1994)
  - Metaseiulus smithi (Schuster, 1957)
  - Metaseiulus tuttlei (Denmark, 1982)
  - Metaseiulus valentii (Denmark, 1994)
  - Metaseiulus validus (Chant, 1957)

- Meyerius van der Merwe, 1968
  - Meyerius agrostidis (van der Merwe, 1968)
  - Meyerius chaetopus (van der Merwe, 1968)
  - Meyerius citimus (van der Merwe, 1968)
  - Meyerius collativus (van der Merwe, 1968)
  - Meyerius convallis (van der Merwe, 1968)
  - Meyerius egregius (van der Merwe, 1968)
  - Meyerius fistella (Ueckermann & Loots, 1984)
  - Meyerius heindrichi (Ueckermann & Loots, 1984)
  - Meyerius immutatus (van der Merwe, 1968)
  - Meyerius incisus (van der Merwe, 1968)
  - Meyerius keetchi (Ueckermann & Loots, 1984)
  - Meyerius latus (van der Merwe, 1968)
  - Meyerius liliaceus (van der Merwe, 1968)
  - Meyerius litus (Ueckermann & Loots, 1984)
  - Meyerius maritimus (van der Merwe, 1968)
  - Meyerius veretillum (van der Merwe, 1968)
  - Meyerius zantedeschiae (van der Merwe, 1968)

- Neoseiulella Muma, 1961
  - Neoseiulella aceri (Collyer, 1957)
  - Neoseiulella armidalensis (Schicha & Elshafie, 1980)
  - Neoseiulella arutunjani (Kuznetsov, 1984)
  - Neoseiulella ashleyae (Chant & Yoshida-Shaul, 1989)
  - Neoseiulella canariensis Ferragut & Pena-Estevez, 2003
  - Neoseiulella carmeli (Rivnay & Swirski, 1980)
  - Neoseiulella cassiniae (Collyer, 1982)
  - Neoseiulella celtis Denmark & Rather, 1996
  - Neoseiulella compta (Corpuz-Raros, 1966)
  - Neoseiulella coreen Walter, 1997
  - Neoseiulella corrugata (Schicha, 1983)
  - Neoseiulella cottieri (Collyer, 1964)
  - Neoseiulella crassipilis (Athias-Henriot & Fauvel, 1981)
  - Neoseiulella dachanti (Collyer, 1964)
  - Neoseiulella elaeocarpi (Schicha, 1993)
  - Neoseiulella eleglidus (Tseng, 1983)
  - Neoseiulella elongata Ferragut & Pena-Estevez, 2003
  - Neoseiulella litoralis (Swirski & Amitai, 1984)
  - Neoseiulella manukae (Collyer, 1964)
  - Neoseiulella montforti (Rivnay & Swirski, 1980)
  - Neoseiulella myopori (Collyer, 1982)
  - Neoseiulella nesbitti (Womersley, 1954)
  - Neoseiulella novaezealandiae (Collyer, 1964)
  - Neoseiulella oleariae (Collyer, 1982)
  - Neoseiulella perforata (Athias-Henriot, 1960)
  - Neoseiulella runiacus (Kolodochka, 1980)
  - Neoseiulella schusteri (Yousef & El-Brollosy, 1986)
  - Neoseiulella spaini (Collyer, 1982)
  - Neoseiulella splendida Ferragut & Pena-Estevez, 2003
  - Neoseiulella steeli (Schicha & McMurtry, 1986)
  - Neoseiulella steveni (Schicha, 1987)
  - Neoseiulella tiliarum (Oudemans, 1930)
  - Neoseiulella tuberculata (Wainstein, 1958)
  - Neoseiulella vollsella (Chaudhri, Akbar & Rassol, 1974)

- Papuaseius Chant & McMurtry, 1994
  - Papuaseius dominiquae (Schicha & Gutierrez, 1985)

- Paraseiulus Muma, 1961
  - Paraseiulus deogyuensis (Ryu & Ehara, 1990)
  - Paraseiulus erevanicus Wainstein & Arutunjan, 1967
  - Paraseiulus inobservatus Kolodochka, 1983
  - Paraseiulus insignis Kolodochka, 1983
  - Paraseiulus intermixtus Kolodochka, 1983
  - Paraseiulus jirofticus Daneshvar, 1987
  - Paraseiulus minutus Athias-Henriot, 1978
  - Paraseiulus porosus Kolodochka, 1980
  - Paraseiulus soleiger (Ribaga, 1904)
  - Paraseiulus talbii (Athias-Henriot, 1960)
  - Paraseiulus triporus (Chant & Yoshida-Shaul, 1982)
  - Paraseiulus yugoslavicus (Mijuskovic & Tomasevic, 1975)

- Silvaseius Chant & McMurtry, 1994
  - Silvaseius barretoae (Yoshida-Shaul & Chant, 1991)

- Typhlodromina Muma, 1961
  - Typhlodromina conspicua (Garman, 1948)
  - Typhlodromina eharai Muma & Denmark, 1969
  - Typhlodromina musero (Schicha, 1987)
  - Typhlodromina subtropica Muma & Denmark, 1969
  - Typhlodromina tropica (Chant, 1959)

- Typhlodromus Scheuten, 1857
  - Typhlodromus acacia Xin, Liang & Ke, 1980
  - Typhlodromus acaciae Schultz, 1973
  - Typhlodromus adenensis Ueckermann, 1996
  - Typhlodromus admirabilis (Wainstein, 1978)
  - Typhlodromus aenaulus Ueckermann, 1996
  - Typhlodromus aestivalis Athias-Henriot, 1960
  - Typhlodromus agilis (Chaudhri, 1975)
  - Typhlodromus ailanthi Wang & Xu, 1985
  - Typhlodromus aktherecus (Kolodochka, 1979)
  - Typhlodromus algonquinensis Chant, Hansell & Yoshida-Shaul, 1974
  - Typhlodromus apoxys van der Merwe, 1968
  - Typhlodromus applegum Schicha, 1983
  - Typhlodromus argyronamus Ueckermann & Loots, 1988
  - Typhlodromus arizonicus (Tuttle & Muma, 1973)
  - Typhlodromus arunachalensis Gupta, 1986
  - Typhlodromus astibus Ueckermann & Loots, 1984
  - Typhlodromus asticus El-Banhawy & Abou-Awad, 1991
  - Typhlodromus athenas Swirski & Ragusa, 1976
  - Typhlodromus auratus Ueckermann & Loots, 1988
  - Typhlodromus bagdasarjani Wainstein & Arutunjan, 1967
  - Typhlodromus bakeri (Garman, 1948)
  - Typhlodromus balakotiensis (Chaudhri, Akbar & Rasool, 1974)
  - Typhlodromus balanites El-Badry, 1967
  - Typhlodromus bambusae Ehara, 1964
  - Typhlodromus bambusicolus Gupta, 1977
  - Typhlodromus banahawensis Schicha & Corpuz-Raros, 1992
  - Typhlodromus bergi Moraes & McMurtry, 1988
  - Typhlodromus beskaravainyi (Kuznetsov, 1984)
  - Typhlodromus betulae (Kolodochka, 1992)
  - Typhlodromus bifurcuta Wu, 1983
  - Typhlodromus bondarenkoi (Arutunjan, 1973)
  - Typhlodromus borealis Ehara, 1967
  - Typhlodromus brevimedius Wu & Liu, 1991
  - Typhlodromus brisbanensis Schicha, 1978
  - Typhlodromus buccalis van der Merwe, 1968
  - Typhlodromus bullatus van der Merwe, 1968
  - Typhlodromus cannabis Ke & Xin, 1983
  - Typhlodromus capparidis van der Merwe, 1968
  - Typhlodromus caucasicus (Abbasova, 1970)
  - Typhlodromus caudiglans Schuster, 1959
  - Typhlodromus celastrus Ueckermann & Loots, 1988
  - Typhlodromus cephalochaitosus Moraes, Oliveira & Zannou, 2001
  - Typhlodromus cerasicolus (Wainstein & Vartapetov, 1972)
  - Typhlodromus cervix Wu & Li, 1984
  - Typhlodromus changi Tseng, 1975
  - Typhlodromus channabasavannai Gupta, 1978
  - Typhlodromus chanti Hirschmann, 1962
  - Typhlodromus charactus Ueckermann, 1996
  - Typhlodromus chazeaui Blommers, 1973
  - Typhlodromus chinensis Ehara & Lee, 1971
  - Typhlodromus chrysanthemi Gupta, 1977
  - Typhlodromus clairathiasae Wainstein & Arutunjan, 1967
  - Typhlodromus combretum McMurtry & Moraes, 1991
  - Typhlodromus commenticius Livshitz & Kuznetsov, 1972
  - Typhlodromus communis Gupta, 1980
  - Typhlodromus concavus Wang & Xu, 1991
  - Typhlodromus coniferculus (Wainstein, 1978)
  - Typhlodromus coryli Wu & Lan, 1991
  - Typhlodromus coryphus Wu, 1985
  - Typhlodromus crassus van der Merwe, 1968
  - Typhlodromus cuii Wu & Ou, 1998
  - Typhlodromus dactylifera (Chaudhri, Akbar & Rasool, 1974)
  - Typhlodromus dalfardicus (Daneshvar, 1987)
  - Typhlodromus dalii (Rather, 1984)
  - Typhlodromus daresalaami El-Banhawy & Abou-Awad, 1991
  - Typhlodromus darjeelingensis Gupta, 1986
  - Typhlodromus dasiphorae Wu & Lan, 1991
  - Typhlodromus datongensis Wang & Xu, 1991
  - Typhlodromus deleoni (Denmark & Muma, 1975)
  - Typhlodromus denarus Schicha & Corpuz-Raros, 1992
  - Typhlodromus denmarki (Rather, 1984)
  - Typhlodromus diumbokus Schicha & Corpuz-Raros, 1992
  - Typhlodromus divergentis (Chaudhri, Akbar & Rasool, 1974)
  - Typhlodromus doreenae Schicha, 1987
  - Typhlodromus dossei Schicha, 1978
  - Typhlodromus drori Grinberg & Amitai, 1970
  - Typhlodromus drymis Ueckermann & Loots, 1988
  - Typhlodromus eddiei Ueckermann & Loots, 1988
  - Typhlodromus egypticus El-Badry, 1967
  - Typhlodromus elisae Schicha & McMurtry, 1986
  - Typhlodromus elmassri Bayan, 1988
  - Typhlodromus eremicus Ueckermann, in Meyer & Ueckermann 1989
  - Typhlodromus eremitidis (Chaudhri, Akbar & Rassol, 1974)
  - Typhlodromus evectus (Schuster, 1966)
  - Typhlodromus februs van der Merwe, 1968
  - Typhlodromus fleschneri Chant, 1960
  - Typhlodromus foenilis Oudemans, 1930
  - Typhlodromus foraminosus (Schuster, 1966)
  - Typhlodromus fujianensis Wu & Liu, 1991
  - Typhlodromus galummatus (Chaudhri, Akbar & Rassol, 1974)
  - Typhlodromus gardeniae Schultz, 1973
  - Typhlodromus garhwalicus Gupta, 1982
  - Typhlodromus georgicus Wainstein, 1958
  - Typhlodromus ghanii (Muma, 1967)
  - Typhlodromus gopali Gupta, 1969
  - Typhlodromus gouaniae Schicha, 1983
  - Typhlodromus gracilentus Tseng, 1975
  - Typhlodromus grastis Ueckermann & Loots, 1988
  - Typhlodromus gressitti McMurtry & Moraes, 1985
  - Typhlodromus guangdongensis Wu & Lan, 1994
  - Typhlodromus guangxiensis Wu, Lan & Zeng, 1997
  - Typhlodromus gulingensis Zhu, 1985
  - Typhlodromus gutierrezi Blommers, 1973
  - Typhlodromus hadii Chaudhri, 1965
  - Typhlodromus kashmiricus Gupta, 1981
  - Typhlodromus hadzhievi (Abbasova, 1970)
  - Typhlodromus haiastanius (Arutunjan, 1977)
  - Typhlodromus halinae (Wainstein & Kolodochka, 1974)
  - Typhlodromus haramotoi Prasad, 1968
  - Typhlodromus hartlandrowei Evans, 1958
  - Typhlodromus hebetis (De Leon, 1959)
  - Typhlodromus hibernus Wang & Xu, 1991
  - Typhlodromus higoensis Ehara, 1985
  - Typhlodromus himalayensis Gupta, 1981
  - Typhlodromus hirashimai Ehara, 1972
  - Typhlodromus homalii Gupta, 1970
  - Typhlodromus hui Wu, 1987
  - Typhlodromus hungaricus Bozai, 1997
  - Typhlodromus ilicis Athias-Henriot, 1960
  - Typhlodromus incasus (Chaudhri, 1975)
  - Typhlodromus incertus Athias-Henriot, 1960
  - Typhlodromus incisivus van der Merwe, 1968
  - Typhlodromus inopinatus (Wainstein, 1975)
  - Typhlodromus inops (De Leon, 1967)
  - Typhlodromus insularis Ehara, 1966
  - Typhlodromus intercalaris Livshitz & Kuznetsov, 1972
  - Typhlodromus intermedius Wu, 1988
  - Typhlodromus invectus Chant, 1959
  - Typhlodromus involutus Livshitz & Kuznetsov, 1972
  - Typhlodromus iranensis (Denmark & Daneshvar, 1982)
  - Typhlodromus johannae Ueckermann & Loots, 1988
  - Typhlodromus jordanis (Rivnay & Swirski, 1980)
  - Typhlodromus kadonoi Ehara, in Ehara, Okada & Kato 1994
  - Typhlodromus kazachstanicus Wainstein, 1958
  - Typhlodromus kazimiae (Denmark & Muma, 1978)
  - Typhlodromus kerkirae Swirski & Ragusa, 1976
  - Typhlodromus khosrovensis Arutunjan, 1971
  - Typhlodromus yphlodromus (kikuyuensis Swirski & Ragusa, 1978)
  - Typhlodromus kiso Ehara, 1972
  - Typhlodromus kodaikanalensis Gupta, 1978
  - Typhlodromus kolodochkai (Denmark & Welbourn, 2002)
  - Typhlodromus krimbasi Papadoulis & Emmanouel, 1997
  - Typhlodromus kutabus Schicha & Corpuz-Raros, 1992
  - Typhlodromus kuznetsovi (Denmark & Welbourn, 2002)
  - Typhlodromus lalazariensis (Chaudhri, 1975)
  - Typhlodromus lanyuensis Tseng, 1975
  - Typhlodromus lataniae El-Badry, 1968
  - Typhlodromus lateris Wu, Lan & Liu, 1995
  - Typhlodromus libitus (Chaudhri, 1975)
  - Typhlodromus limitatus (Chaudhri, Akbar & Rasool, 1979)
  - Typhlodromus linzhiensis Wu, 1987
  - Typhlodromus longa (Denmark & Knisley, 1978)
  - Typhlodromus longicervix Wu & Liu, 1997
  - Typhlodromus lootsi Schultz, 1972
  - Typhlodromus loralaiana (Muma, 1967)
  - Typhlodromus lushanensis Zhu, 1985
  - Typhlodromus luzonensis Schicha & Corpuz-Raros, 1992
  - Typhlodromus machaon (Wainstein, 1977)
  - Typhlodromus macroides Zhu, 1985
  - Typhlodromus macrum Ke & Xin, 1983
  - Typhlodromus majumderi Gupta, 1986
  - Typhlodromus malicolus Wainstein & Arutunjan, 1967
  - Typhlodromus mangiferus Zaher & El-Brollosy, in Zaher 1986
  - Typhlodromus manipurensis Gupta, 1977
  - Typhlodromus maracus (Chaudhri, 1975)
  - Typhlodromus marinus Wu & Liu, 1991
  - Typhlodromus maspalomensis Ferragut & Pena-Estevez, 2003
  - Typhlodromus matthyssei Ueckermann & Loots, 1988
  - Typhlodromus meerutensis (Ghai & Menon, 1969)
  - Typhlodromus meritus (Wainstein, 1978)
  - Typhlodromus mesasiaticus Wainstein, 1962
  - Typhlodromus michaeli Ueckermann & Loots, 1988
  - Typhlodromus microbullatus van der Merwe, 1968
  - Typhlodromus miyarai Ehara, 1967
  - Typhlodromus monosetus Wang & Xu, 1991
  - Typhlodromus montanus Chant & Yoshida-Shaul, 1978
  - Typhlodromus mori Gupta, 1981
  - Typhlodromus muliebris van der Merwe, 1968
  - Typhlodromus namaquaensis Ueckermann & Loots, 1988
  - Typhlodromus ndibu Pritchard & Baker, 1962
  - Typhlodromus neobakeri Prasad, 1968
  - Typhlodromus neocrassus Tseng, 1983
  - Typhlodromus neorhenanus Gupta, 1977
  - Typhlodromus neotransvaalensis Gupta, 1978
  - Typhlodromus neyshabouris (Denmark & Daneshvar, 1982)
  - Typhlodromus nilgiriensis Gupta, 1986
  - Typhlodromus nobilis (Kuznetsov, 1984)
  - Typhlodromus oasis El-Badry, 1968
  - Typhlodromus obesus Tseng, 1983
  - Typhlodromus occiduus (Karg, 1990)
  - Typhlodromus octavus (Chaudhri, Akbar & Rassol, 1974)
  - Typhlodromus ordinatur (Kuznetsov, 1984)
  - Typhlodromus orientalis Wu, 1981
  - Typhlodromus orissaensis Gupta, 1977
  - Typhlodromus ornatulus (Chaudhri, 1975)
  - Typhlodromus ornata (Denmark & Muma, 1973)
  - Typhlodromus paganus van der Merwe, 1968
  - Typhlodromus paraevectus Moraes & McMurtry, 1983
  - Typhlodromus parinopinatus (Evans & Edland, 1998)
  - Typhlodromus pegazzani Ragusa & Swirski, 1978
  - Typhlodromus persianus McMurtry, 1977
  - Typhlodromus persicus Gupta, 1992
  - Typhlodromus philippinensis Corpuz-Raros, 1966
  - Typhlodromus pineus Wu & Li, 1984
  - Typhlodromus pirianykae (Wainstein, 1972)
  - Typhlodromus platycladus Xin, Liang & Ke, 1980
  - Typhlodromus ponticus (Kolodochka, 1992)
  - Typhlodromus porathi Swirski & Amitai, 1967
  - Typhlodromus porus Wu, 1988
  - Typhlodromus povtari (Kolodochka, 1988)
  - Typhlodromus praeacutus van der Merwe, 1968
  - Typhlodromus pruni Gupta, 1970
  - Typhlodromus pseudoserrulatus Tseng, 1983
  - Typhlodromus psyllakisi Swirski & Ragusa, 1976
  - Typhlodromus qianshanensis Wu, 1988
  - Typhlodromus quadratoides Wu & Liu, 1997
  - Typhlodromus quadratus Wu & Liu, 1997
  - Typhlodromus rapidus Wainstein & Arutunjan, 1968
  - Typhlodromus rasilis van der Merwe, 1968
  - Typhlodromus recki Wainstein, 1958
  - Typhlodromus religiosus Ueckermann & Loots, 1988
  - Typhlodromus repens (Beglyarov, 1981)
  - Typhlodromus rhenanus (Oudemans, 1905)
  - Typhlodromus rhenanoides Athias-Henriot, 1960
  - Typhlodromus rhododendroni Gupta, 1978
  - Typhlodromus ribei Ke & Xin, 1983
  - Typhlodromus richteri Karg, 1970
  - Typhlodromus rickeri Chant, 1960
  - Typhlodromus rivulus (Karg, 1991)
  - Typhlodromus rodriguezi (Denmark & Daneshvar, 1982)
  - Typhlodromus rubetum (Wainstein, 1972)
  - Typhlodromus ryukyuensis Ehara, 1967
  - Typhlodromus saevus van der Merwe, 1968
  - Typhlodromus salviae (Kolodochka, 1979)
  - Typhlodromus samliensis (Chaudhri, 1975)
  - Typhlodromus sapiens Athias-Henriot, 1960
  - Typhlodromus serratosus El-Halawany & Abdel-Samad, 1990
  - Typhlodromus serratus (Chaudhri, 1975)
  - Typhlodromus serrulatus Ehara, 1972
  - Typhlodromus shibai Ehara, 1981
  - Typhlodromus sica (Chaudhri, Akbar & Rassol, 1974)
  - Typhlodromus sijiensis Gupta, 1986
  - Typhlodromus silvanus Ehara & Kishimoto, in Ehara, Okada & Kato 1994
  - Typhlodromus singularis Chant, 1957
  - Typhlodromus sonprayagensis Gupta, 1985
  - Typhlodromus spectatus (Kolodochka, 1992)
  - Typhlodromus spiralis (Wainstein & Kolodochka, 1974)
  - Typhlodromus subarcticus Chant, Hansell & Yoshida-Shaul, 1974
  - Typhlodromus subequalis Wu, 1988
  - Typhlodromus submarinus Wu, Lan & Zeng, 1997
  - Typhlodromus sudanicus El-Badry, 1967
  - Typhlodromus suecicus (Sellnick, 1958)
  - Typhlodromus sycomorus Zaher & Shehata, 1969
  - Typhlodromus taishanensis Wang & Xu, 1985
  - Typhlodromus tamaricis (Kolodochka, 1982)
  - Typhlodromus tardus (Kuznetsov, 1984)
  - Typhlodromus tecoma (Denmark & Evans, 1999)
  - Typhlodromus tenuis (Kuznetsov, 1984)
  - Typhlodromus ternatus Ehara, 1972
  - Typhlodromus terrulentis van der Merwe, 1968
  - Typhlodromus thailandicus Ehara & Bhandhufalck, 1977
  - Typhlodromus theroni Ueckermann & Loots, 1988
  - Typhlodromus thesbites (Swirski & Amitai, 1997)
  - Typhlodromus torbatejamae (Denmark & Daneshvar, 1982)
  - Typhlodromus totifolianensis El-Banhawy & Abou-Awad, 1991
  - Typhlodromus transvaalensis (Nesbitt, 1951)
  - Typhlodromus tridentiger Tseng, 1975
  - Typhlodromus ulmi Wang & Xu, 1985
  - Typhlodromus umbraculus Ueckermann & Loots, 1988
  - Typhlodromus umbratus (Chaudhri, Akbar & Rassol, 1974)
  - Typhlodromus verbenae Wu & Lan, 1994
  - Typhlodromus vescus van der Merwe, 1968
  - Typhlodromus viniferae (Rather, 1987)
  - Typhlodromus votivus (Meshkov, 1990)
  - Typhlodromus vulgaris Ehara, 1959
  - Typhlodromus xingchengensis Wu, Lan & Zhang, 1992
  - Typhlodromus xini Wu, 1983
  - Typhlodromus xinjiangensis Wu & Li, 1987
  - Typhlodromus xiufui Wu & Liu, 1997
  - Typhlodromus xizangensis Wu & Lan, 1994
  - Typhlodromus wainsteini (Abbasova, 1970)
  - Typhlodromus werneri Schultz, 1973
  - Typhlodromus wichmanni Hirschmann, 1962
  - Typhlodromus wonkooi Ryu & Ehara, 1992
  - Typhlodromus wrenschae Ueckermann & Loots, 1988
  - Typhlodromus yamashitai Ehara, 1972
  - Typhlodromus yasumatsui Ehara, 1966
  - Typhlodromus yinchuanensis Liang & Hu, 1988
  - Typhlodromus zafari Chaudhri, 1965
  - Typhlodromus zhangyensis Wang & Xu, 1991
  - Typhlodromus zhaoi Wu & Li, 1983
  - Typhlodromus accessorius Kolodochka, 1993
  - Typhlodromus americanus Chant & Yoshida-Shaul, 1989
  - Typhlodromus andrei Karg, 1982
  - Typhlodromus armiger Ehara & Amano, 1998
  - Typhlodromus athiasae Porath & Swirski, 1965
  - Typhlodromus atticus Swirski & Ragusa, 1976
  - Typhlodromus baccettii Lombardini, 1960
  - Typhlodromus beglarovi Kuznetsov, 1984
  - Typhlodromus bichaetae Karg, 1989
  - Typhlodromus confusus Narayanan, Kaur & Ghai, 1960
  - Typhlodromus corticis Herbert, 1958
  - Typhlodromus rodovae Wainstein & Arutunjan, 1968
  - Typhlodromus cotoneastri Wainstein, 1961
  - Typhlodromus ernesti Ragusa & Swirski, 1978
  - Typhlodromus griekwensis Schultz, 1973
  - Typhlodromus inhabilis Kuznetsov, 1984
  - Typhlodromus kadii Kandeel & El-Halawany, 1985
  - Typhlodromus klimenkoi Kolodochka, 1980
  - Typhlodromus knisleyi Denmark, 1992
  - Typhlodromus kykladiticus Papadoulis & Emmanouel, 1993
  - Typhlodromus laurae Arutunjan, 1974
  - Typhlodromus leptodactylus Wainstein, 1961
  - Typhlodromus longipalpus Swirski & Ragusa, 1976
  - Typhlodromus magdalenae Pritchard & Baker, 1962
  - Typhlodromus morellensis Ferragut, 1991
  - Typhlodromus moroccoensis Denmark, 1992
  - Typhlodromus norvegicus Edland & Evans, 1998
  - Typhlodromus olympicus Papadoulis & Emmanouel, 1993
  - Typhlodromus pentelicus Papadoulis & Emmanouel, 1990
  - Typhlodromus personatus Karg, 1989
  - Typhlodromus phialatus Athias-Henriot, 1960
  - Typhlodromus phylaktioticus Papadoulis & Emmanouel, 1990
  - Typhlodromus pseudopyri Ehara & Amano, 1998
  - Typhlodromus pyri Scheuten, 1857
  - Typhlodromus quercicolus Denmark, 1992
  - Typhlodromus rarus Wainstein, 1961
  - Typhlodromus roshanlali Narayanan & Ghai, 1963
  - Typhlodromus sapphicus Ragusa & Tsolakis, 1998
  - Typhlodromus setubali Dosse, 1961
  - Typhlodromus swirskii Denmark, 1992
  - Typhlodromus tiliae Oudemans, 1929
  - Typhlodromus tubifer Wainstein, 1961
  - Typhlodromus zaheri Denmark, 1992

- Typhloseiopsis De Leon, 1959
  - Typhloseiopsis funiculatus De Leon, 1965
  - Typhloseiopsis maryae McMurtry, 1983
  - Typhloseiopsis neopritchardi Moraes & Mesa, 1988
  - Typhloseiopsis pritchardi (Chant & Baker, 1965)
  - Typhloseiopsis theodoliticus De Leon, 1959

- Typhloseiulus Chant & McMurtry, 1994
  - Typhloseiulus arzakanicus (Arutunjan, 1972)
  - Typhloseiulus calabriae (Ragusa & Swirski, 1976)
  - Typhloseiulus carmonae (Chant & Yoshida-Shaul, 1983)
  - Typhloseiulus eleonorae (Ragusa & Swirski, 1981)
  - Typhloseiulus eliahuswirskii (Ragusa Di Chiara, 1992)
  - Typhloseiulus erymanthii (Papadoulis & Emmanouel, 1988)
  - Typhloseiulus peculiaris (Kolodochka, 1980)
  - Typhloseiulus rodopiensis (Papadoulis & Emmanouel, 1994)
  - Typhloseiulus simplex (Chant, 1956)
  - Typhloseiulus subsimplex (Arutunjan, 1972)